# Chinon
Pour les articles homonymes, voir Chinon (homonymie).
Cet article concerne la commune de France. Pour le château, voir Château de Chinon. Pour la commune de Château-Chinon, voir Château-Chinon. Pour le vin, voir Chinon (AOC).
Chinon (prononcé : /ʃi.nɔ̃/ ) est une commune française située dans le département d'Indre-et-Loire, en région Centre-Val de Loire. Elle est avec Loches, l'une des deux sous-préfectures d’Indre-et-Loire. Ses habitants s’appellent les Chinonais.
Placée sur le cours de la Vienne, dans une position stratégique aux confins de la Touraine, de l'Anjou et du Poitou, dotée d'un éperon rocheux fortifié dès l'Antiquité, la ville, avec son imposante forteresse, a longtemps joué un rôle défensif clé. Chinon est une des places fortes favorites des Plantagenêt. Jean sans Terre la perd au profit de Philippe Auguste, qui l'adjoint aux domaines de la Couronne de France. Siège de la cour sous Charles VII, lieu de sa rencontre avec Jeanne d'Arc, la ville ne quittera le giron royal que pour passer entre les mains du cardinal de Richelieu et de sa famille, qui la conservent jusqu'à la Révolution.
Enrichie par la culture de la vigne et le commerce du vin, la ville a trouvé, avec l'installation de la centrale nucléaire d'Avoine, un pendant industriel à sa traditionnelle activité agricole. Située à proximité des châteaux de la Loire, sur le détour de Vienne du circuit touristique Loire à Vélo, Chinon attire également de nombreux touristes. Depuis 2000, la ville fait partie de la section du Val de Loire inscrite sur la Liste du patrimoine mondial de l'UNESCO au titre des paysages culturels.

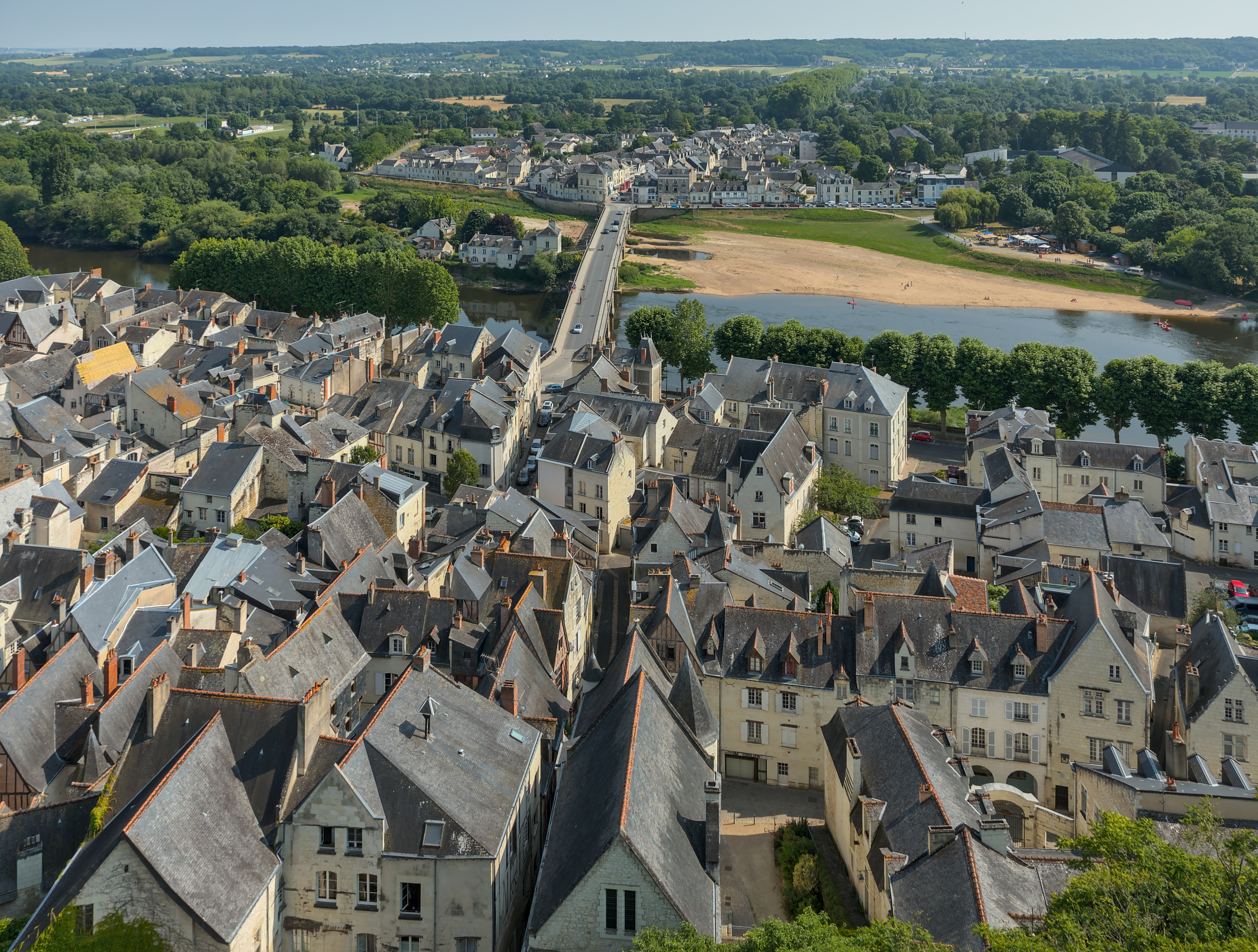
Vue depuis le château : le centre-ville, le pont Aliénor d'Aquitaine et le faubourg Saint-Jacques.

## Géographie

### Situation

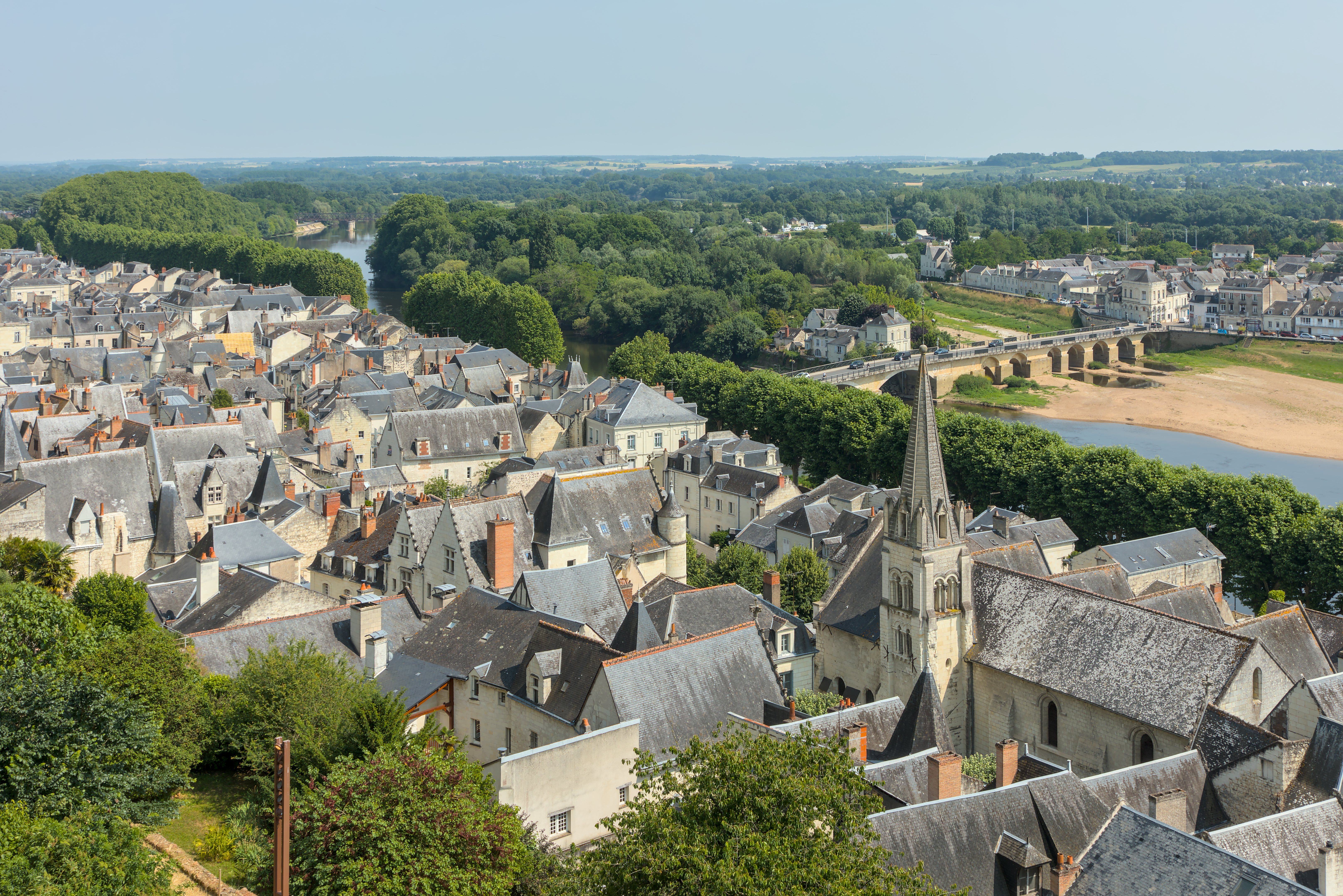
La Vienne, le centre-ville et le pont Aliénor d'Aquitaine vus depuis le château.

Chinon est située au sud-ouest de la Touraine, aux confins de l’Anjou et du Poitou, à 47 km au sud-ouest de Tours, 30 km à l'est de Saumur, 80 km à l'est d’Angers, 85 km au nord de Poitiers, et à 305 km au sud-sud-ouest de Paris. Construite sur les coteaux de la Vienne, sa vieille ville est composée de petites rues plutôt en pente, tandis qu'un quartier, « les Hucherolles », plus récent et résidentiel, s'est posé sur le plateau. Le territoire de la commune est très étendu, sa superficie est de 39,02 km2. Mis à part le centre ancien, l'habitat est assez dispersé. Chinon est située au cœur du parc naturel régional Loire-Anjou-Touraine, en bordure d'une vaste forêt domaniale allant jusqu'à Azay-le-Rideau et qui autrefois s'étendait jusqu'au château.
La ville et son territoire font partie du périmètre du Val de Loire classé sur la liste du patrimoine mondial par l’UNESCO, du parc naturel régional Loire-Anjou-Touraine et du réseau des Villes et Pays d'art et d'histoire labellisées par le Ministère de la Culture.
À proximité de Chinon se trouvent les puys du Chinonais, une réserve naturelle de 55 ha inscrite au réseau Natura 2000 et gérée par le Conservatoire des espaces naturels Centre-Val de Loire. Le site, constitué de  buttes calcaires et sableuses, abrite des pelouses sèches avec une flore relique, de type méditerranéenne, favorisée par des températures douces, des vents faibles et un fort ensoleillement. On note par exemple la présence de figuiers,.

### Localisation
| Savigny-en-Véron Avoine | Huismes            | Saint-Benoît-la-Forêt |
| Beaumont-en-Véron       | Chinon             | Cravant-les-Coteaux   |
| Cinais                  | La Roche-Clermault | Rivière Anché         |

### Géologie et relief
Sur le plan géologique, la ville de Chinon est située dans la partie Sud-Ouest du Bassin parisien, aux confins de la Touraine et de l'Anjou.
La région est marquée par le début de la transgression de la mer turonienne du Crétacé supérieur qui est particulièrement visible au niveau du versant de la vallée de la Vienne, au pied du coteau de Chinon façonné par l'érosion de cette rivière. La formation du Turonien affleure dans cette vallée où elle est composée de tuffeau blanc  (craie micacée pouvant atteindre 30 à 40 mètres d'épaisseur, cette roche tendre, appelée aussi tuffeau de Saumur, de Touraine ou pierre de Bourré) et de tuffeau jaune de Touraine (tuffeau sableux pouvant atteindre 10 à 15 mètres d’épaisseur).
Chinon a une altitude minimum de 27 m	et maximum de 112 m. Son altitude moyenne est de 70 m tandis que celle de sa mairie est de 50 m environ.

### Hydrographie

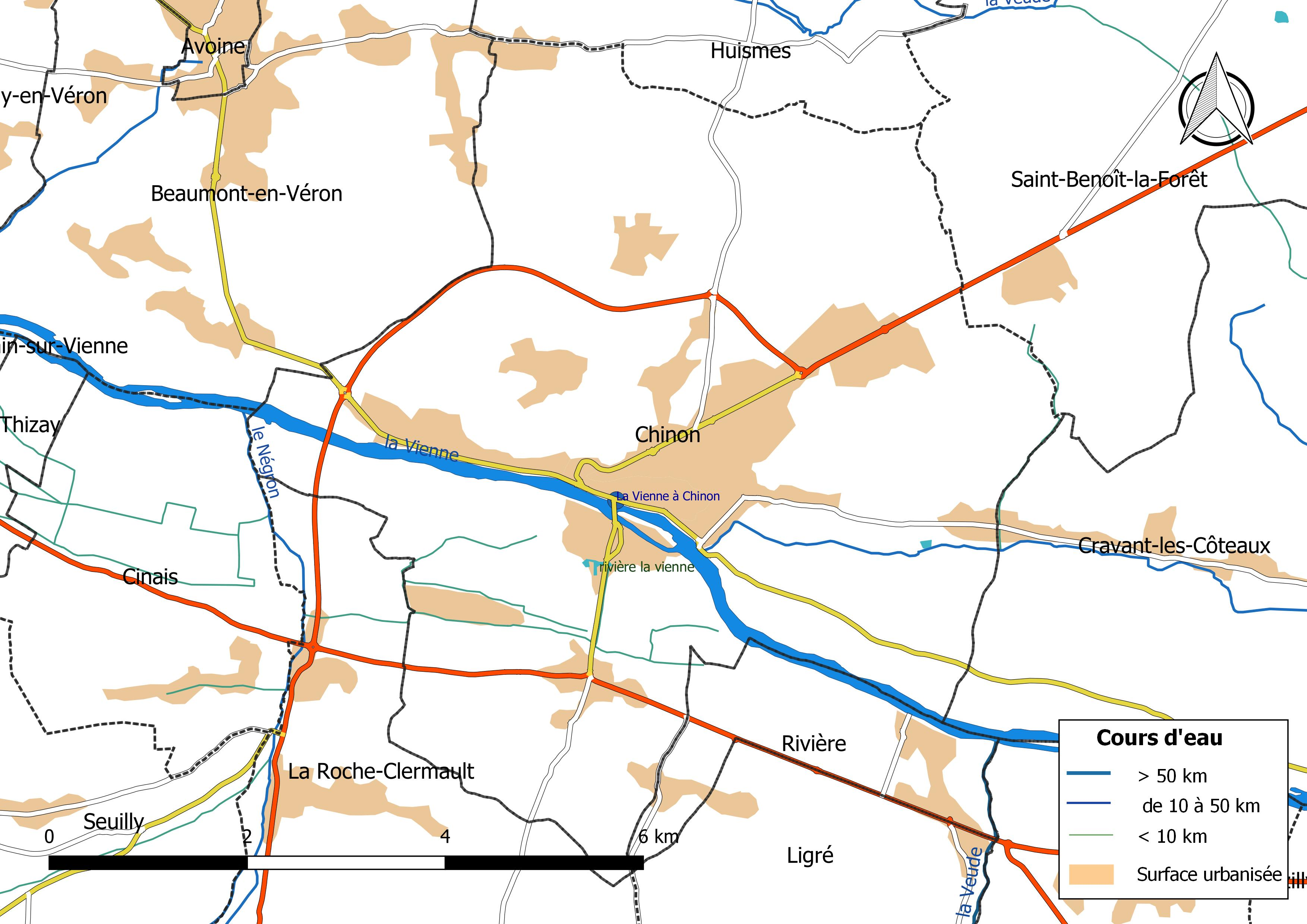
Réseau hydrographique de Chinon.

La commune est traversée par la Vienne (7,089 km). Le réseau hydrographique communal, d'une longueur totale de 20,79 km, comprend un autre cours d'eau notable, le Saint-Mexme (3,416 km), et huit petits cours d'eau pour certains temporaires,.
La Vienne, d'une longueur totale de 363,3 km, prend sa source sur le plateau de Millevaches, dans la Corrèze, à une altitude comprise entre 860 et 895 m et se jette dans la Loire à Candes-Saint-Martin, à 30 m d'altitude, après avoir traversé 96 communes. La station de Chinon permet de caractériser les paramètres hydrométriques de la Vienne. Le débit mensuel moyen (calculé sur 10 ans pour cette station) varie de 49 m3/s au mois d'août  à 352 m3/s au mois de février. Le débit instantané maximal observé sur cette station est de 1 610 m3/s le 2 juin 2016, la hauteur maximale relevée a été de 5,39 m le 4 mars 2007,.
Sur le plan piscicole, la Vienne est classée en deuxième catégorie piscicole. Le groupe biologique dominant est constitué essentiellement de poissons blancs (cyprinidés) et de carnassiers (brochet, sandre et perche).
Le Saint-Mexme, d'une longueur totale de 13,3 km, prend sa source dans la commune de Cravant-les-Côteaux et se jette dans la  Vienne sur le territoire communal à l'entrée est du bourg.
Sur le plan piscicole, le Saint-Mexme est également classé en deuxième catégorie piscicole.
Quatre zones humides ont été répertoriées sur la commune par la direction départementale des territoires (DDT) et le conseil départemental d'Indre-et-Loire : « le bocage du Véron », « la prairie de la Ville en Bois », « Frayère du Gros Ormeau » et « la vallée de Grammont »,.

### Climat
Pour des articles plus généraux, voir Climat du Centre-Val de Loire et Climat d'Indre-et-Loire.
En 2010, le climat de la commune est de type climat océanique altéré, selon une étude du Centre national de la recherche scientifique s'appuyant sur une série de données couvrant la période 1971-2000. En 2020, Météo-France publie une typologie des climats de la France métropolitaine dans laquelle la commune est toujours exposée à un climat océanique altéré et est dans la région climatique Moyenne vallée de la Loire, caractérisée par une bonne insolation (1 850 h/an) et un été peu pluvieux.
Pour la période 1971-2000, la température annuelle moyenne est de 12,2 °C, avec une amplitude thermique annuelle de 14,9 °C. Le cumul annuel moyen de précipitations est de 679 mm, avec 10,1 jours de précipitations en janvier et 6,3 jours en juillet. Pour la période 1991-2020, la température moyenne annuelle observée sur la station météorologique installée sur la commune est de 12,8 °C et le cumul annuel moyen de précipitations est de 671,9 mm,. Pour l'avenir, les paramètres climatiques de la commune estimés pour 2050 selon différents scénarios d'émission de gaz à effet de serre sont consultables sur un site dédié publié par Météo-France en novembre 2022.
| Mois                                  | jan.            | fév.           | mars           | avril         | mai           | juin          | jui.         | août          | sep.          | oct.            | nov.            | déc.          | année    |
| ------------------------------------- | --------------- | -------------- | -------------- | ------------- | ------------- | ------------- | ------------ | ------------- | ------------- | --------------- | --------------- | ------------- | -------- |
| Température minimale moyenne (°C)     | 2,8             | 2,6            | 4,5            | 6,3           | 9,7           | 12,8          | 14,2         | 14            | 11,2          | 9,2             | 5,4             | 3,1           | 8        |
| Température moyenne (°C)              | 5,7             | 6,4            | 9,1            | 11,8          | 15,3          | 18,8          | 20,6         | 20,5          | 17,3          | 13,6            | 8,9             | 6             | 12,8     |
| Température maximale moyenne (°C)     | 8,6             | 10,1           | 13,8           | 17,3          | 20,9          | 24,8          | 26,9         | 27            | 23,3          | 18              | 12,3            | 9             | 17,7     |
| Record de froid (°C) date du record   | −13 07.01.09    | −12,1 12.02.12 | −11,3 01.03.05 | −3,2 06.04.21 | −0,4 02.05.21 | 3,8 07.06.20  | 6,5 15.07.16 | 5,4 21.08.14  | 2,4 19.09.07  | −4,2 30.10.1997 | −8,5 24.11.1998 | −8,2 17.12.09 | −13 2009 |
| Record de chaleur (°C) date du record | 16,4 05.01.1999 | 22,7 27.02.19  | 25 31.03.21    | 29,7 21.04.18 | 33,5 27.05.05 | 41,4 29.06.19 | 43 25.07.19  | 40,2 07.08.20 | 35,9 14.09.20 | 31,7 03.10.11   | 23,9 07.11.15   | 18,9 07.12.00 | 43 2019  |
| Précipitations (mm)                   | 62,4            | 48,4           | 49,5           | 55,5          | 58,8          | 47,2          | 45,1         | 50,3          | 50,4          | 69,3            | 65,1            | 69,9          | 671,9    |

### Sols
La vallée de la Vienne, dans le creux de laquelle Chinon est située, détermine trois types de sols : en bord de Vienne, des terrasses alluviales anciennes et récentes (appelées aussi varennes) composées de graviers et de sables, que l’on retrouve également sur les mamelons nommés « puys ». Les flancs des coteaux et les buttes calcaires du Turonien, constitués de tuffeau jaune appelé aussi millarge, offrent des sols bien drainés. Au-dessus des coteaux, les plateaux et les buttes sont constitués essentiellement d’argiles à silex et de sables siliceux du Sénonien.

### Risques naturels et technologiques[22]

#### Inondations
La Vienne n’a pas connu de crues catastrophiques récentes, mais la ville garde en mémoire les dégâts spectaculaires des crues de 1740, 1792, 1896, 1923, 1962 et 1982, en partie dus à l'amplification du phénomène par une crue concomitante de la Loire. Jusqu'aux années 1970, les parties basses de la ville étaient périodiquement inondées. La rive droite (centre-ville, Courances, quartier Ronsard) et la rive gauche (quartiers Saint-Jacques, Saint-Lazare, Le Pressoir, Pontille et Sauvegrain) peuvent encore être concernées par les crues de la rivière. Des remontées de nappe phréatique associées à des remontées d'eaux par le réseau d’assainissement peuvent également intervenir. La rive gauche n'est pas à l'abri d'une rupture de digue.

#### Mouvements de terrain
136 cavités souterraines ont été recensées à Chinon, allant de quelques mètres à plusieurs milliers de mètres de longueur. Il s'agit des anciennes carrières de tuffeau utilisées pour la construction du château et de la ville, réparties en plusieurs ensembles plus ou moins connectés. Quelques galeries anciennes subsistent à l'aplomb du donjon du Coudray, puis d'ouest en est s'enfonçant vers le nord sous le coteau sous forme de caves : les caves Plouzeau, reliées au château par le puits du Coudray, les nombreuses caves particulières de la rue Voltaire, les Caves Peintes, avançant jusque sous le fort saint-Georges, les caves Vaslin et les caves du vieux collège. Cette voirie souterraine ponctuée de carrefours et de petits monuments, parcourue de sources et profondément remaniée par les Chinonais après la fin de l'exploitation des carrières, entraîne des effondrements, des chutes de pierres, de blocs ou l’écroulement de masses rocheuses. Ces glissements ont fait 8 morts sur une période de 200 ans.
Le plus important de ces mouvements de terrain a eu lieu en août 1921, quand une partie du coteau saint-Martin s'effondra, emportant avec lui la voirie et les habitations, à l'emplacement de l’actuelle place de la Brèche. Pendant la seconde Guerre mondiale, les Caves Peintes et les caves Vaslin furent aménagées par la défense passive et des milliers de personnes les utilisèrent jusqu'à la Libération.
Les principaux secteurs concernés par le risque de mouvements de terrain sont, sur la rive droite de la Vienne, Les Mollières, le quai Pasteur, le centre ancien, le coteau Saint-Martin, Sainte-Radegonde, Paul Huet, Rochefaucon et La Rochelle, les Closeaux et le Grand Ballet ; sur la rive gauche : La Collarderie, Parilly, Le Vauserain et le Plessis-Gerbault.

#### Séisme
Plusieurs séismes apparaissent dans les chroniques de la ville, y compris dans l'histoire récente. Le zonage sismique de la France classe la commune de Chinon en zone 2 (sur une échelle de 5), soit en zone de sismicité faible.

#### Feux de forêts
Les secteurs concernés sont situés au nord-est de la commune, où se trouve le massif de la forêt domaniale de Chinon, dont 280 hectares sont classés en risque élevé.

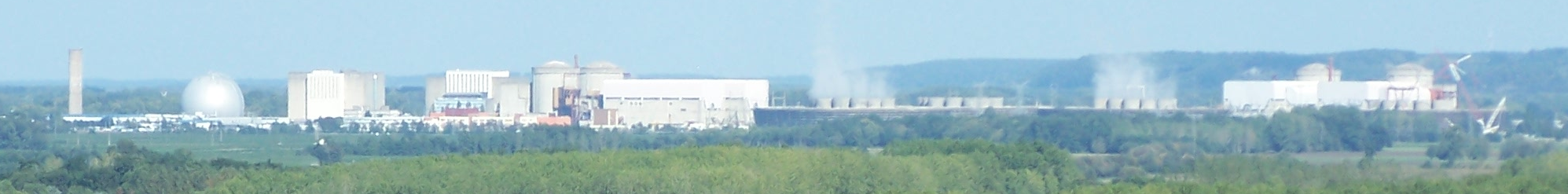
Vue panoramique du site nucléaire de Chinon situé sur la commune voisine d'Avoine.

#### Risque nucléaire
L’ensemble du territoire communal se situe dans la zone des 5 à 10 kilomètres de la centrale nucléaire de Chinon, implantée au nord-ouest de la ville sur la commune d'Avoine en bordure de la Loire.

## Urbanisme

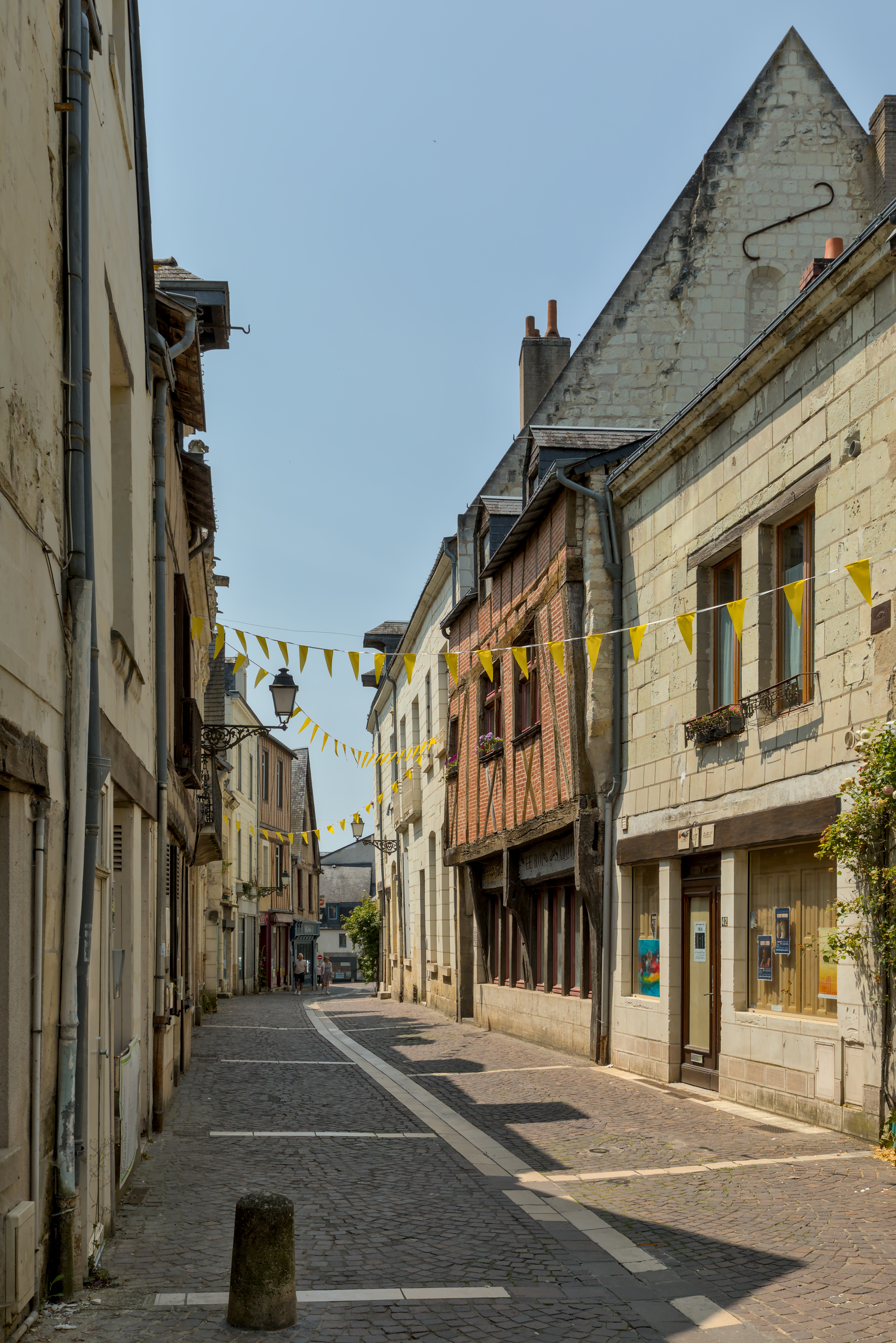
La rue Jean-Jacques Rousseau, dans le centre-ville.

### Typologie
Au 1er janvier 2024, Chinon est catégorisée petite ville, selon la nouvelle grille communale de densité à sept niveaux définie par l'Insee en 2022.
Elle appartient à l'unité urbaine de Chinon, une agglomération intra-départementale regroupant trois  communes, dont elle est ville-centre,,. Par ailleurs la commune fait partie de l'aire d'attraction de Chinon, dont elle est la commune-centre,. Cette aire, qui regroupe 20 communes, est catégorisée dans les aires de moins de 50 000 habitants,.

### Occupation des sols
L'occupation des sols de la commune, telle qu'elle ressort de la base de données européenne d’occupation biophysique des sols Corine Land Cover (CLC), est marquée par l'importance des territoires agricoles (67,1 % en 2018), en diminution par rapport à 1990 (70,2 %). La répartition détaillée en 2018 est la suivante : 
prairies (23,4 %), terres arables (16 %), zones agricoles hétérogènes (15,1 %), zones urbanisées (14,9 %), cultures permanentes (12,6 %), forêts (11,3 %), eaux continentales (3,1 %), zones industrielles ou commerciales et réseaux de communication (2 %), espaces verts artificialisés, non agricoles (1,4 %), milieux à végétation arbustive et/ou herbacée (0,1 %). L'évolution de l’occupation des sols de la commune et de ses infrastructures peut être observée sur les différentes représentations cartographiques du territoire : la carte de Cassini (XVIIIe siècle), la carte d'état-major (1820-1866) et les cartes ou photos aériennes de l'IGN pour la période actuelle (1950 à aujourd'hui).

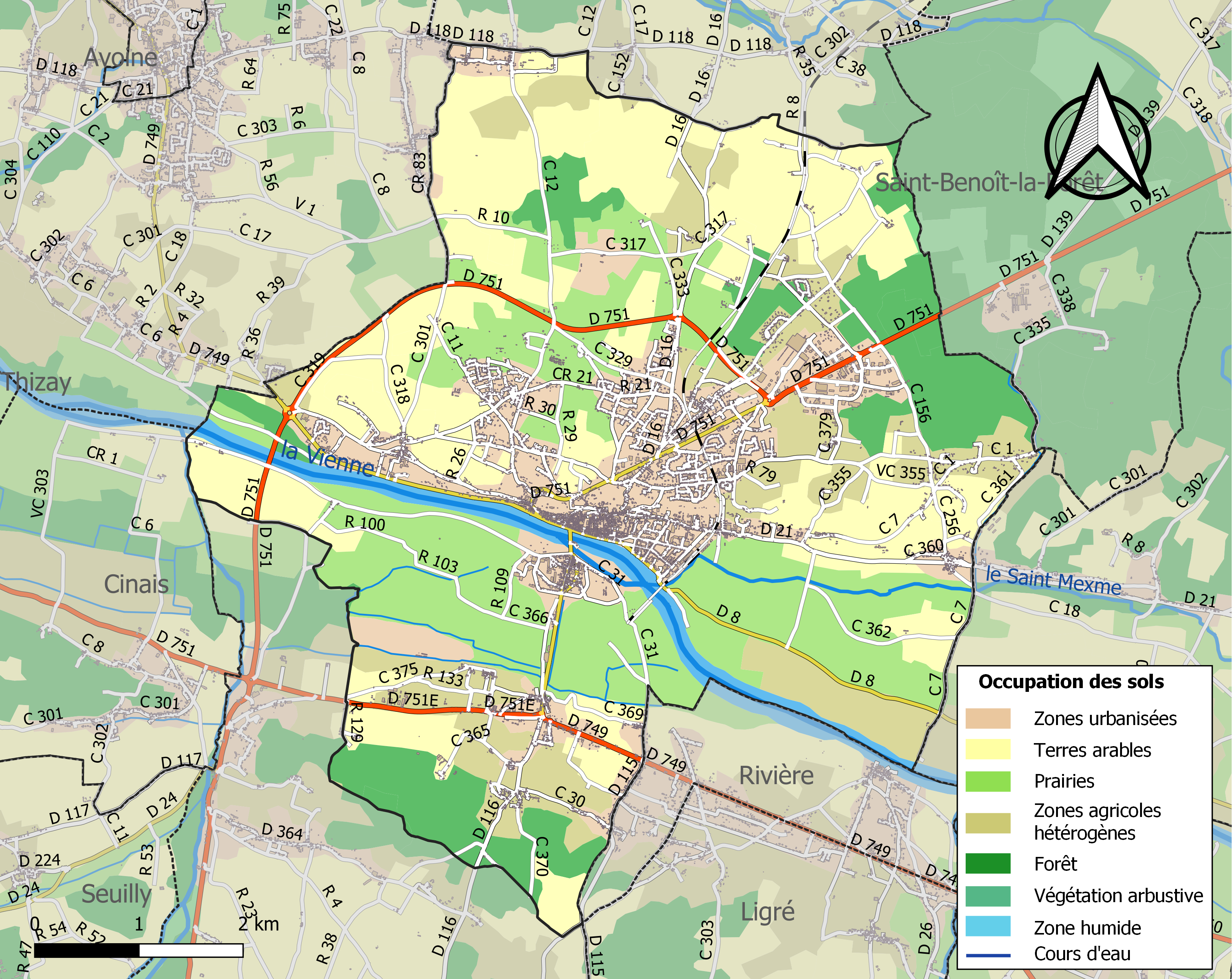
Carte des infrastructures et de l'occupation des sols de la commune en 2018 (CLC).

### Transports
- Route

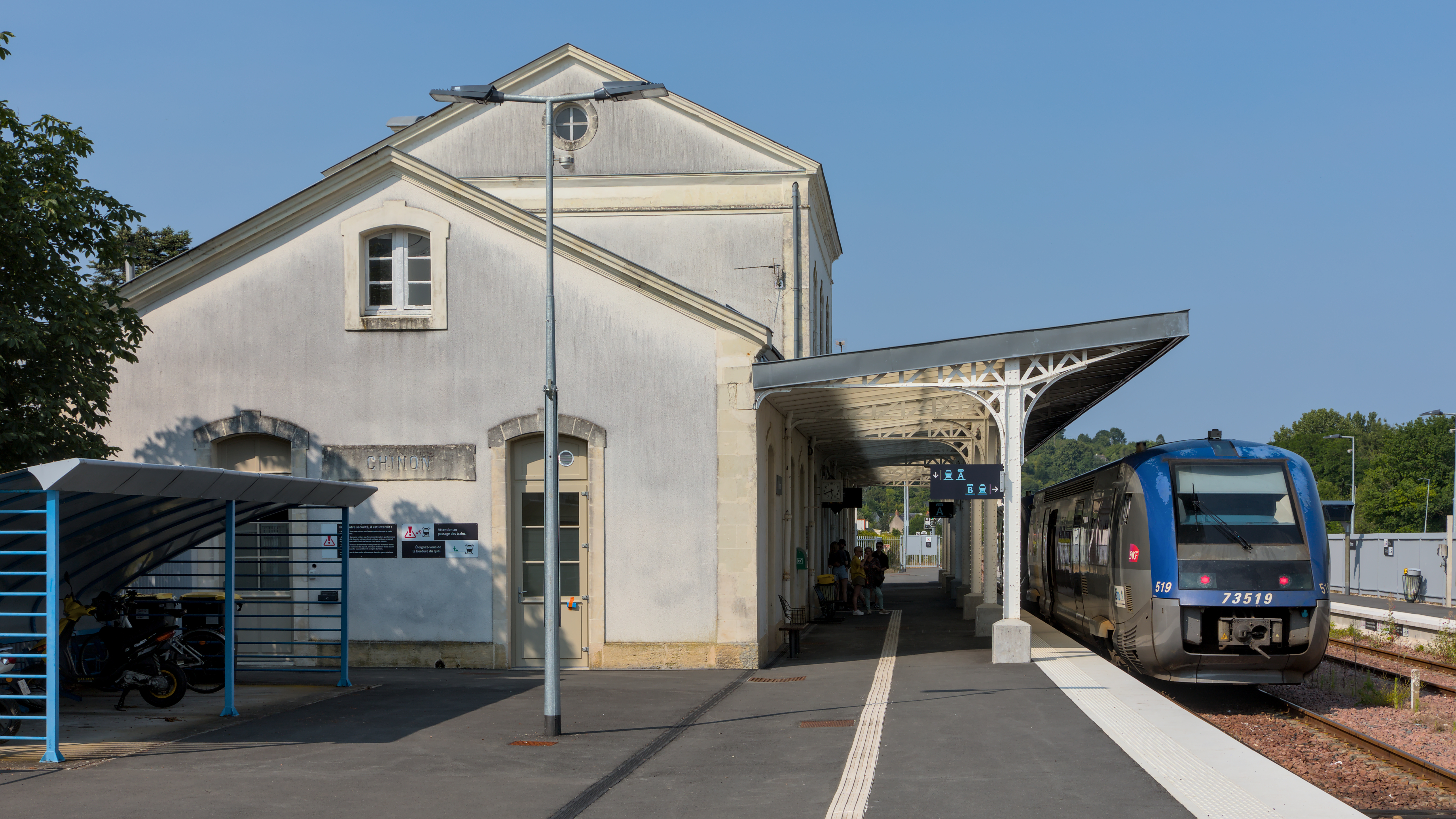
La gare ferroviaire.

Vers l'est, Chinon est reliée à Tours par la départementale 751, qui contourne en partie la ville par le nord. Vers l'ouest, il est possible de rejoindre Saumur par la rive gauche de la Vienne (départementale 947) ou par la rive droite de la Loire (départementale 952). Au sud, la route départementale 749 rejoint Richelieu et le Poitou. La route européenne 60 (E60) et la A85 sont également accessibles (sortie 5) à partir de Chinon.
- Réseau TER Centre-Val de Loire (Trains)

Située sur l'ancienne ligne de chemin de fer reliant Tours aux Sables-d'Olonne, la gare de Chinon est aujourd'hui desservie par les trains TER Centre à raison de huit allers/retours quotidiens en moyenne entre Tours et Chinon, qui en est le terminus. Le trajet dure 45 min.
Cette desserte ferroviaire est complétée par une liaison Loudun ↔ Thouars par autocar TER Nouvelle-Aquitaine.
- Réseau régional Rémi (Autocars)

Géré par la région Centre-Val de Loire et exploité par Transdev Touraine, le réseau Rémi assure, sur la commune les lignes TD, TE et TF.
3 services Rémi + à la demande sont également proposés sur la commune :
- Une ligne « de marché »  (ligne LME) est proposée un jeudi sur deux.
- Une ligne pour se rendre au musée Rabelais à Seuilly depuis la gare ou l'office de tourisme de Chinon est disponible sur réservation préalable 24 heures à l'avance (circule uniquement d'avril à septembre).
- Un service est proposé sur tout le canton pour se rendre à Chinon sur réservation préalable 48 heures à l'avance (ce service est destiné aux personnes handicapées).
- Bus Sitravel (Transports Urbains)[38]

Le conseil régional en partenariat avec le Syndicat des Transports Vienne et Loire propose également un réseau de transports urbains. Trois lignes sont exploitées :
- Ligne A : Chinon - Véron - Avoine - Port Boulet (Gare SNCF) du lundi au samedi ;
- Ligne B : Circuit interne Chinon Hucherolles / Parilly / Saint Louans du mardi au samedi ;
- Ligne C : La ligne du Veron.

## Histoire

### Romains et Gallo-romains
Dominant la Vienne, le plateau de Chinon finit en éperon, presque à toucher la rivière. Les hauteurs de la face sud de ce saillant escarpé abritent des habitations troglodytiques extrêmement anciennes. Très tôt, son extrémité ouest est fortifiée, probablement par les Gaulois, et sans aucun doute par les Romains. L'archéologie locale indique la présence à Chinon d'une importante agglomération gallo-romaine protégée par des défenses permanentes.
Avec saint Martin de Tours († en 397 à Candes-Saint-Martin), la chronique chrétienne évoque la ville et ses alentours. C'est un de ses disciples, saint Mesme (ou Maxime ou Mexme), qui fonde à Chinon un couvent de moines cloîtrés dont il est le premier abbé. Autour du monastère, la population se regroupe et Mesme doit faire construire un second lieu de culte : l'église Saint-Étienne.
En 845, Chinon est pillée par le chef viking Hasting.

### Archevêques et comtes de Tours

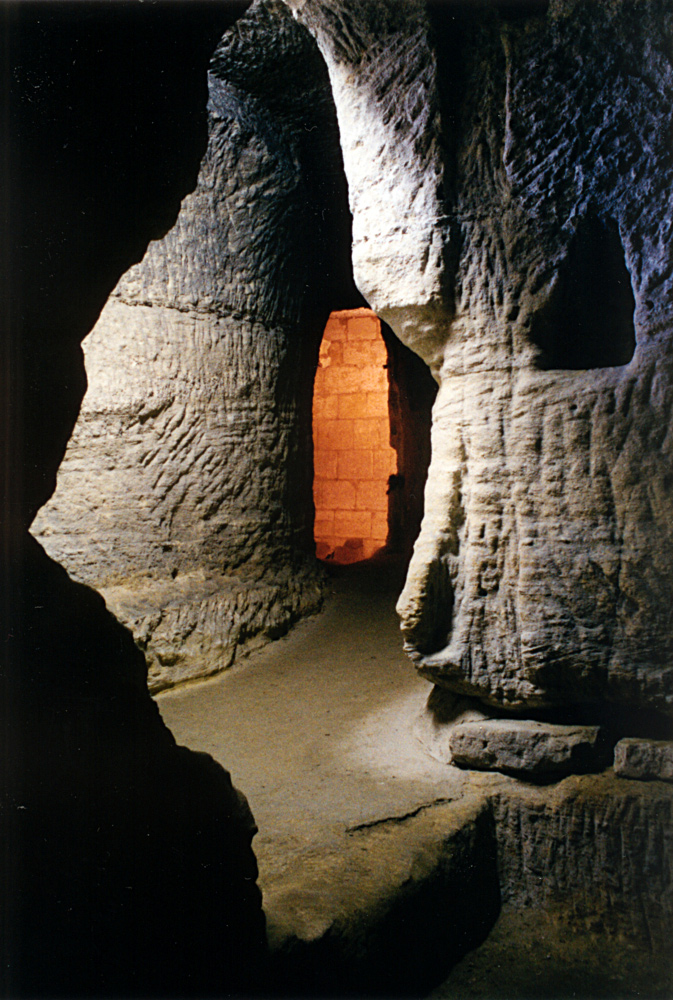
Déambulatoire troglodytique de la chapelle Sainte-Radegonde de Chinon.

Sous le règne de Clotaire Ier, l'épouse du souverain, Radegonde, se retirant du monde, suit les enseignements de l'ermite Jean le Reclus s'étant établi dans une des grottes du coteau de Chinon. À la mort du roi, la Touraine passe à son fils  Sigebert. La décadence des Mérovingiens laisse la main libre aux institutions religieuses : les archevêques de Tours deviennent seigneurs de Chinon. Ils composeront par la suite avec les comtes de Touraine. C'est l'un d'eux, Thibault le Tricheur (en même temps comte de Blois et de Chartres), qui fait restaurer la forteresse de Chinon en 950. Sa fille Emma, épouse de Guillaume Fierabras, hérite de la ville, qui passe à son fils Guillaume le Grand, puis à l'oncle de ce dernier, Eudes Ier.
Chinon est alors impliquée dans les querelles suscitées par les vues de l'Anjou, expansionniste, sur les provinces voisines de Touraine et du Poitou. En août 1044, Thibault, comte de Touraine doit céder à son voisin angevin Geoffroy Martel, fils de Foulques Nerra, toutes ses possessions tourangelles, dont Tours et Chinon. À sa mort, Geoffroy Martel partage ses biens entre ses deux neveux : Geoffroy le Barbu reçoit la Touraine (et Chinon) ; son frère Foulques le Réchin, l'Anjou et la Saintonge. Luttant l'un contre l'autre, le second s'empare de l'héritage du premier, usurpation par la suite entérinée par un don du Barbu au fils du Réchin, Geoffroy Martel II. Celui-ci mourant sans postérité en 1106, son demi-frère Foulques (cinquième du nom) lui succède. C'est son mariage avec Sybille, fille du comte du Maine, qui lie cette province à l'Anjou et à la Touraine.

### Chinon et les Plantagenets

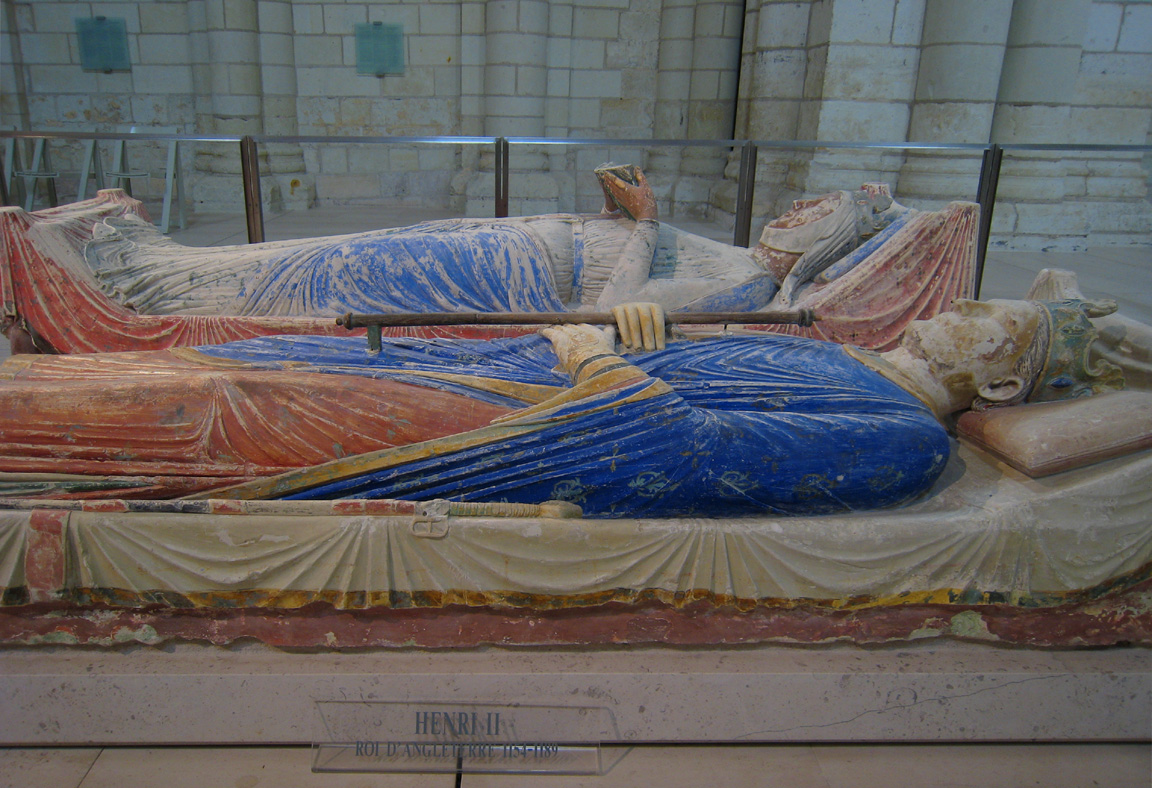
Gisants d'Henri II et d'Aliénor d'Aquitaine à l'abbaye de Fontevraud.

Le fils de Foulques V, Geoffroy Plantagenet, épousant en 1128 Mathilde l'Emperesse, se trouve en situation de réclamer l'héritage de Guillaume le Conquérant, grand-père de la mariée. Il impose sa loi sur ses possessions françaises et réduit à l'obéissance la partie la plus turbulente de la noblesse locale. Il meurt en 1151 et laisse ses états à son fils Henri. Ce dernier épouse, en 1152, Aliénor d'Aquitaine, qui lui apporte le Poitou et l'Aquitaine. Deux ans plus tard, les hasards de la succession du trône d'Angleterre permettent à Henri d'accéder à la couronne royale. Son cadet Geoffroy, qui a reçu, à la mort de leur père, les places fortes de Chinon, Loudun et Mirebeau, doit par testament recevoir également l'Anjou, la Touraine et le Maine si Henri devient roi d'Angleterre. Ce dernier refusant d'appliquer cette clause en faveur de son cadet, Geoffroy fortifie les défenses de Chinon, Loudun et Mirebeau, puis s'attaque à l'Anjou. En 1156, cette lutte fratricide tourne à l'avantage d'Henri et son cadet doit renoncer à toutes ses possessions en échange d'une pension,.
En raison de la position stratégique de la ville, les comtes de Touraine, et après eux les comtes d'Anjou, ne confieront jamais Chinon à un de leurs vassaux et en conserveront toujours l'administration via des gouverneurs. Henri II en fait une de ses résidences favorites, répand ses bienfaits sur la ville et lui apporte la prospérité qui accompagne le train de vie d'une cour royale. La population augmente et une nouvelle paroisse, desservie par l'église Saint-Maurice, se développe sous l'escarpement que domine la forteresse. Les ponts sont renforcés, des digues construites, ce qui favorise le développement du faubourg Saint-Jacques sur la rive gauche de la Vienne. De nouveaux couvents sont fondés autour de Chinon. Chinon devient sous son règne une châtellenie royale de haute-justice couvrant Candes, Champigny, La Haye-sur-Creuse, l'Île-Bouchard, Saint-Épain, Azay, Sainte-Maure et Bourgueil
En 1169, préparant sa succession, Henri annonce à ses fils le partage de ses biens : à sa mort, Henri (dit le Jeune), l'aîné, recevra l'Angleterre, la Normandie, le Maine, l'Anjou et la Touraine ; à Geoffroy la Bretagne ; à Richard (dit Cœur de Lion), le Poitou et l'Aquitaine. Seul Jean, le dernier de ses fils, reste sans héritage (d'où le sobriquet de Jean sans Terre). S'ensuit une période de luttes où les frères, mécontents du partage, se confrontent et s'allient tour à tour pour défier leur père. En 1187, ses frères aînés étant décédés et Henri II étant entré en conflit avec le roi de France Philippe Auguste, Richard fait cause commune avec ce dernier contre son père. Bataillant, mais reculant sans cesse, celui-ci finit par se replier dans son château de Chinon d'où, malade et épuisé, il est contraint d'accepter, le 4 juillet 1189, la perte de toutes ses possessions françaises. Il meurt deux jours plus tard à Chinon, et son corps est enterré à l'abbaye Notre-Dame de Fontevraud.
Après sa mort, Richard lui succède. Pendant sa croisade et la longue captivité qui s'ensuit, sa mère Aliénor administre ses possessions françaises, séjournant tour à tour à Chinon, à Poitiers, sa capitale, et à Fontevraud. En 1194, quand Richard recouvre la liberté, c'est pour constater que son cadet Jean et le roi de France se sont partagé ses domaines. C'est en rétablissant l'ordre parmi ses vassaux qu'il est mortellement blessé, le 6 avril 1199, au siège de Châlus. Les récits divergent, mais une tradition indique qu'il aurait été transporté à Chinon où il aurait rendu l'âme,.
Jean sans Terre succède à son frère et prévaut face aux revendications territoriales du jeune duc Arthur de Bretagne. C'est à Chinon qu'il épouse Isabelle d'Angoulême, le 30 août 1200. Il y séjourne à nouveau en juillet 1201, puis y revient en août 1202, accompagné d'Arthur, toujours insoumis, qu'il a fait prisonnier sous les murs de Mirebeau. Entre les manquements à ses devoirs féodaux vis-à-vis du roi de France et les soupçons de meurtre entourant la disparition d'Arthur, Jean se trouve dans une position intenable. Pressé de toutes parts, il perd ses places fortes une à une, Chinon tombant parmi les dernières, en 1205, après une année de blocus et huit mois de siège. Aliénor étant morte à Poitiers en avril 1204, c'en est fait de la domination des Plantagenêts sur la Touraine

### Chinon dans le domaine des rois de France
S'étant rendu maître de Chinon, Philippe Auguste fait restaurer les fortifications mises à mal par le siège et l'assaut. Chinon devient pour lui une ville frontière, face au Poitou rebelle allié à Jean sans Terre qui n'a pas renoncé à ses titres. De campagnes militaires en trêves précaires et en traités rompus, le conflit s'étire jusqu'à la mort de Jean, en 1216, puis reprend sous Louis VIII et sous la régence de Blanche de Castille, qui s'opposent à la veuve de Jean et à son beau-fils, le roi d'Angleterre. C'est à Chinon que la couronne de France rassemble ses troupes, c'est là que le roi reçoit ses féaux, c'est de là qu'il lance ses expéditions militaires. C'est là qu'il reçoit la soumission de ses adversaires.
Sous Philippe le Bel, la forteresse de Chinon est utilisée comme lieu de détention. D'abord pour Robert de Flandres, qui y passe cinq années de captivité après avoir été capturé par traîtrise en 1300, puis, en 1307, pour les Templiers en provenance des commanderies locales, puis leur grand-maître et quatre de ses proches. Retenus à Chinon sur le chemin qui devait les conduire à une audience papale, ils y passent une année avant d'être transférés à Paris où ils sont mis au bûcher en novembre 1309.
Vers le milieu du XIVe siècle, les fortifications évoluent avec l'édification de la Tour de l'Horloge et d'une enceinte longeant la Vienne, de la porte du Vieux Marché jusqu'aux Halles. Les temps sont encore incertains et les Anglais, depuis leurs terres de Guyenne, cherchent toujours à reconquérir leurs provinces perdues. En mai 1370, le roi de France Charles V donne la Touraine en apanage à son jeune frère Louis, tout en se réservant Chinon comme « siège et lieu royal pour nos officiers que à ce établirons », à savoir un bailli des exemptions de Touraine, Anjou et Maine, installé peu de temps après à Chinon.

### CharlesVIIet Jeanne d'Arc

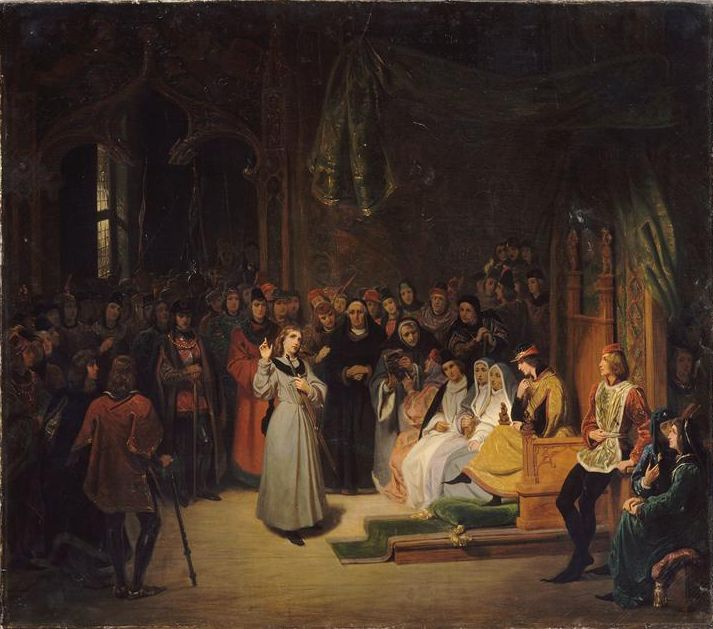
Jeanne d'Arc présentée à Charles VII. Huile sur toile de Dominique Papety (1815-1849). Palais de Versailles.

En 1413, lors des affrontements entre Bourguignons et Armagnacs, Chinon est occupée par les premiers, délogés l'année suivante par les seconds. C'est dans cette période de troubles que la Touraine est donnée au Dauphin, le futur Charles VII, alors âgé de 14 ans, qui, fuyant Paris dans la nuit du 29 mai 1418, vient trouver refuge en Touraine. C'est de là qu'il va tenter de faire valoir ses prétentions au trône de France, contre les Anglais et les Bourguignons, au milieu de l'anarchie qui s'est emparée du royaume. Pour financer sa guerre, le Dauphin installe un atelier monétaire à Chinon dès le mois d'octobre 1418. Avec Charles VII débute une page d'histoire. Le royaume de France est dans une situation très grave. Henri VI, roi d'Angleterre, revendique le trône de France et, pour ses opposants, Charles VII n'est que le « roi de Bourges ». En 1427, il installe sa petite cour à Chinon. L'année suivante, il y réunit les États généraux des provinces du Centre et du Sud encore soumises à son autorité. Les États dépensent 400 000 livres pour organiser la défense d'Orléans, assiégée par les Anglais et les Bourguignons.

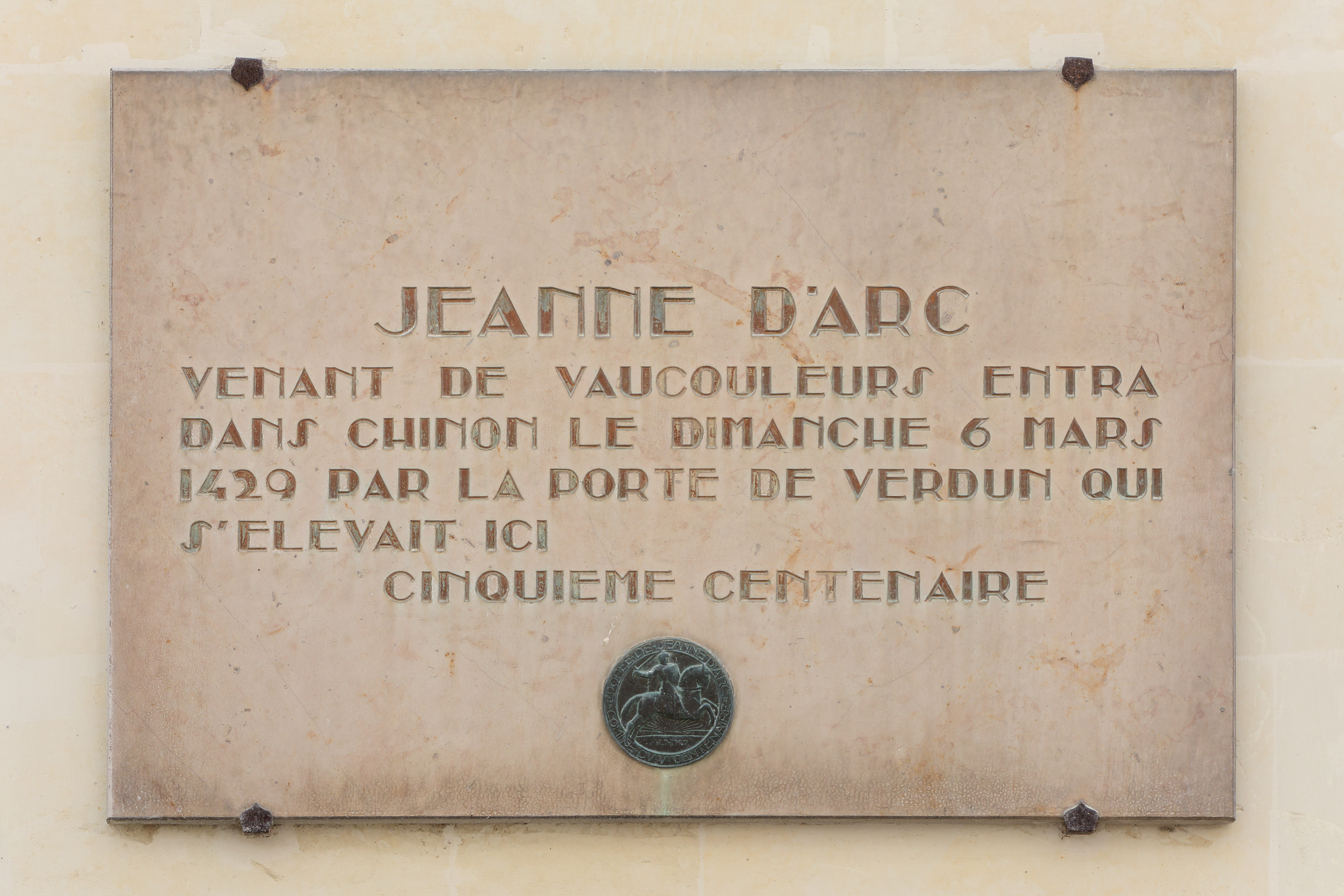
Plaque commémorant l'entrée de Jeanne d'Arc à Chinon.

Fin février ou début mars 1429, c'est à Chinon que Jeanne d'Arc rencontre le roi pour la première fois. Elle le persuade de lui confier l'armée qui va délivrer Orléans, amorçant ainsi le renversement des forces en présence pendant la guerre de Cent Ans.
Le long séjour de Charles VII laisse à Chinon des traces tangibles : le faubourg Saint-Jacques est fortifié, entouré de douves et doté d'une porte formant tête de pont. Le faubourg Saint-Étienne est lui aussi clos de murs qui rejoignent ceux de la ville-fort, ainsi que le faubourg Saint-Mexme. Le roi fait construire les Halles (à l'emplacement actuel de la mairie), l'église Saint-Jacques et commande un clocher pour la reconstruction de Saint-Étienne, financée par trois riches marchands de Chinon.

### Le départ de la cour

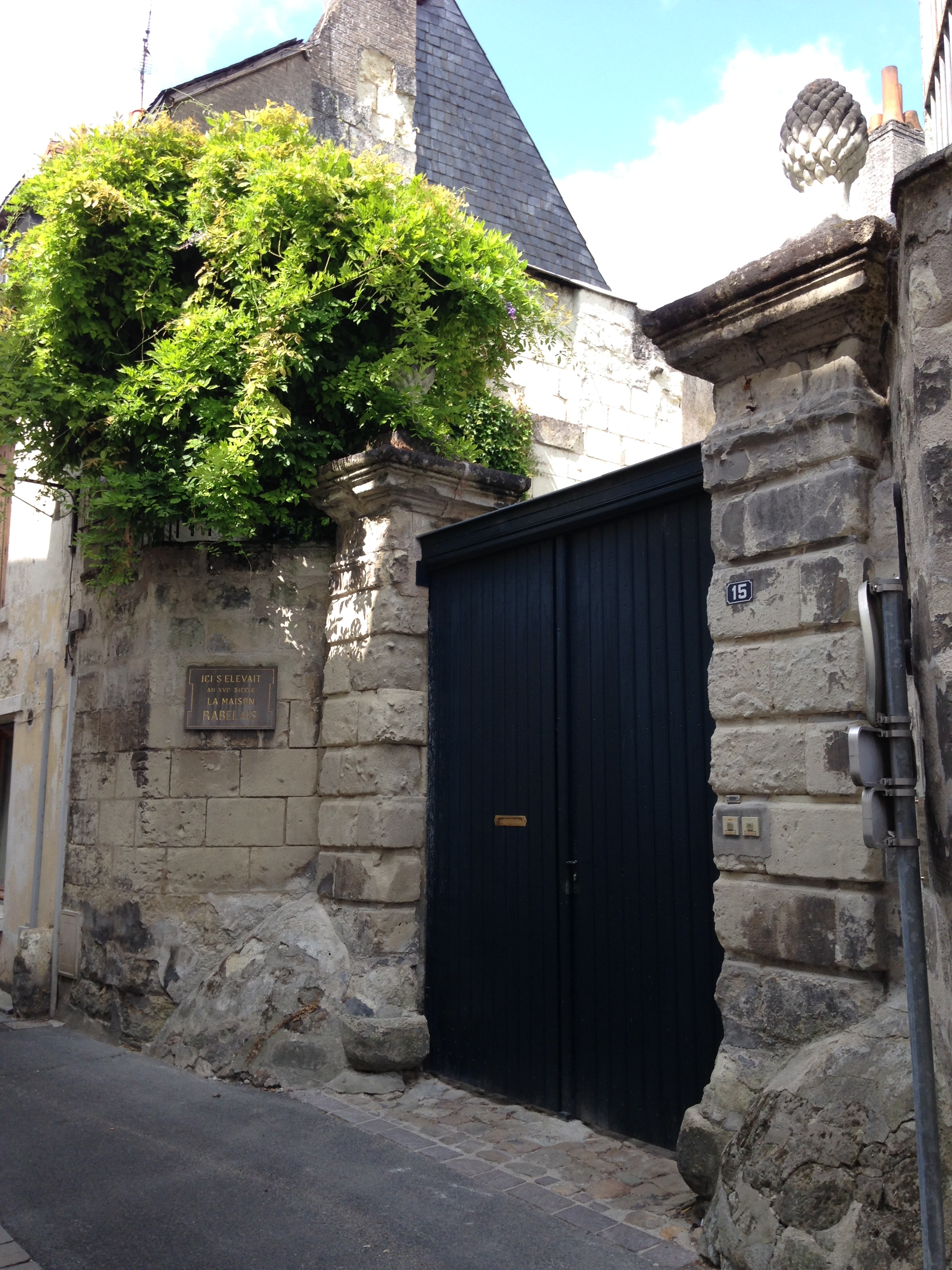
Maison du XVIIIe siècle à l'emplacement de celle des parents de Rabelais, comme le rappelle une plaque commémorative apposée en 1897.

Après la mort de Charles VII (22 juillet 1461) et l'avènement de son fils Louis XI, la cour quitte Chinon, que le nouveau roi offre à sa mère Marie d'Anjou (8 octobre 1461). Le château et la cité sont placés sous le gouvernement de Philippe de Commynes. Il fait achever le portail et le clocher de Saint-Étienne et dote le château de la tour d'Argenton. La forteresse retrouve un temps sa fonction carcérale, quand Louis XI y fait enfermer et suspendre dans une de ses célèbres cages de fer le conspirateur René d'Alençon. En 1471, puis en 1481, la ville accueille à deux reprises Marguerite d'Anjou, épouse du roi d'Angleterre Henri VI, détrôné par le duc d'York pendant la guerre des Deux Roses. Après la mort du roi (1483) et sous la régence d'Anne de Beaujeu, Commynes tombé en disgrâce, est remplacé par M. D'Archiac et les logements royaux, utilisés ponctuellement, sont laissés à l'abandon.
La ville retrouve un éclat furtif en l'an 1498, quand le roi Louis XII y reçoit le légat du pape, César Borgia, venu lui porter la bulle de son divorce. Le roi se sépare alors sans regret de Jeanne de France, la fille de Louis XI. Il n'avait que 14 ans quand ce dernier la lui avait fait épouser. Une double bosse, la hanche coxalgique, un aspect simiesque expliquent le peu d'empressement de son époux durant les vingt-trois années de leur union. Quand meurt Charles VIII, Louis XII doit, selon le testament du défunt, épouser sa veuve Anne de Bretagne. Il a pour elle une vive inclination et ce nouveau mariage conserve la Bretagne à la couronne de France ; double raison pour que le roi célèbre par des fêtes magnifiques l'arrivée de la bulle libératrice.

### La Réforme à Chinon

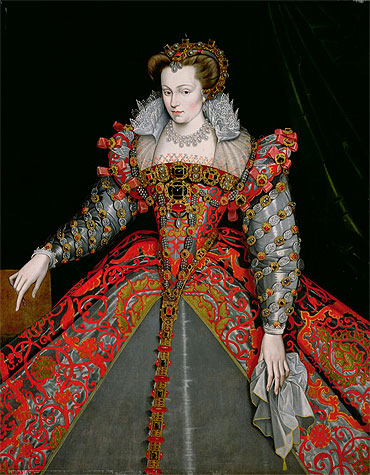
Portrait de Louise de Lorraine, épouse d'Henri III, par François Clouet (1515–1572). Museum of Fine Arts, Houston.

Après avoir été attribués à Marie Stuart, puis à François, duc d'Alençon, la Touraine (et Chinon) font retour à la couronne. La Réforme fait de nombreux adeptes en Touraine et, dès 1560, un temple protestant accueille les fidèles à Chinon. Il subsiste, plus ou moins clandestinement jusqu'en 1567. La ville est à de nombreuses reprises mise en alerte, menacée, occupée tour à tour par le parti catholique et par le parti protestant. Certains membres de la communauté réformée de Chinon restent en ville pendant les troubles (privés de temple, ils vont prier à l'Île-Bouchard ou à Bourgueil), d'autres quittent Chinon, certains au péril de leur vie. En 1562, Jehan de Tournay, leur pasteur, est pris et noyé à proximité de Poitiers ; des dizaines d'autres subissent le même sort à Tours où le capitaine Antoine du Plessis-Richelieu, dit Le Moine, les fait jeter dans la Loire. Pendant les troubles, l'épouse du roi Henri III, Louise de Lorraine-Vaudémont, est mise en sûreté à Chinon, où elle passe trois mois « dans une gêne pénible ». Elle y séjourne quand le roi est assassiné, le 2 août 1589. C'est également dans la forteresse que croupit, depuis le 23 décembre 1588, le cardinal de Bourbon (le « roi de la Ligue ») lorsqu'il est proclamé roi (sous le nom de Charles X) par le duc de Mayenne, après l'assassinat d'Henri III. Transféré à Fontenay-le-Comte, il y meurt le 9 mai 1590 ayant renoncé à ses prétentions au bénéfice d'Henri IV.

### De Condé à Richelieu
Le 9 mai 1616, le prince de Condé vient en personne prendre possession de la ville et du château de Chinon, qui lui ont été concédés - avec le Berry, Bourges et un million cinq cent mille livres - pour amadouer le camp protestant après l'assassinat d'Henri IV. Il doit le rendre à l'automne, après avoir été arrêté, au nom du roi, pour ses menées subversives et son arrogance. À l'occasion de cette restitution, un inventaire rend compte de l'état d'abandon des bâtiments : la chapelle Saint-Martin est devenue un moulin, la chapelle Saint-Melaine un cellier, dans la grande salle du château, s'entassent matelas, traversins, couvertures et « draps très vieux ».
À l'issue des démêlés de Marie de Médicis avec son fils Louis XIII, la reine reçoit, en août 1619, le gouvernement d'Angers, des Ponts-de-Cé et du château et de la ville de Chinon (traité d'Angoulême) ce qui ne l'empêche pas de se révolter à nouveau contre le roi, avant que ses partisans ne soient dispersés aux Ponts-de-Cé, le 7 août 1620. Pendant cette période de brouilles, de réconciliations et de révoltes ouvertes, Armand Jean du Plessis de Richelieu, confesseur d'Anne d'Autriche, a servi d'intermédiaire entre les parties. Au sortir de la crise, il est nommé cardinal (1622) et entre au Conseil du roi (1624). Depuis 1621, il est propriétaire du domaine patrimonial de Richelieu, à quelques lieues de Chinon, où l'architecte Lemercier lui bâtit un palais. Il acquiert également les seigneuries de l'Île-Bouchard, de Champigny-sur-Veude et de Mirebeau. Déterminé à laisser sa trace sur le territoire familial, il lui confère toute une série de privilèges dont les Chinonais prennent ombrage et qui leur portent préjudice. Pour donner plus d'éclat à ses projets, il imagine de détruire les monuments qui pourraient en concurrencer la grandeur. Il fait raser le château de Champigny et parle, au Conseil du roi, de réserver le même sort à la forteresse de Chinon. Les Chinonais, par « humbles remontrances », font ajourner la destruction de leur château.

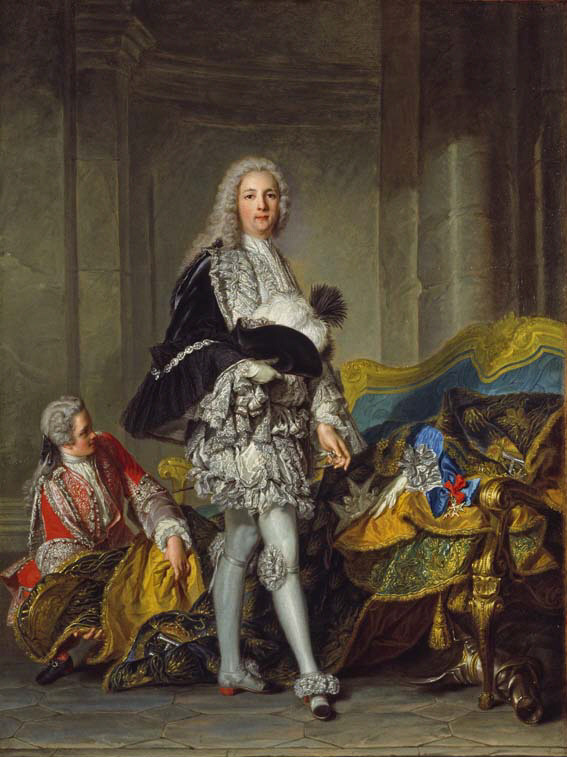
Louis François Armand de Vignerot du Plessis, 3e duc de Richelieu et maréchal de France (1696-1788). Artiste inconnu, d'après un tableau de Jean-Marc Nattier (1685–1766). Wallace collection.

Richelieu entreprend alors de s'en rendre propriétaire. Par une suite d'artifices, d'intrigues mesquines et de prête-noms, il parvient à ses fins le 23 janvier 1632, annexant la ville à son duché-pairie. Pour les Chinonais, qui ont toujours directement dépendu de la Couronne - et bénéficient, à ce titre, d'avantages et d'exemptions particulières - le passage de leur ville entre les mains du Cardinal représente une véritable régression. C'est à partir de cette date que la forteresse cesse totalement d'être entretenue et commence à tomber en ruines.
Chinon et sa forteresse vont rester dans la famille du Plessis-Richelieu jusqu'à la Révolution. Armand Jean de Vignerot du Plessis (1639-1715), 2e duc de Richelieu, petit-neveu du Cardinal, fait détruire la grande salle du château. Son fils, Louis François Armand de Vignerot du Plessis (1696-1788), 3e duc de Richelieu et maréchal de France, froisse les Chinonais en faisant poser à Saint-Maurice une litre portant ses armes,. Son petit-fils, Armand Emmanuel de Vignerot du Plessis (1766-1822), 5e dernier duc de Richelieu, porte le titre de comte de Chinon. Émigré pendant la Révolution, il rentre en France en 1801, se voit restituer ce qui reste de ses possessions. Mais il n'a plus les moyens d'entretenir le domaine de Richelieu, le fait démolir et abandonne ses droits (par ailleurs en grande partie abolis) sur la ville et la forteresse de Chinon.
Pendant toute la période, les Chinonais contestent d'ailleurs régulièrement la nature exacte des droits des descendants du Cardinal sur leur ville. De remontrances en procès, ils font valoir qu'appartenant au domaine fixe de la Couronne, la propriété de leur ville et de ses divers bénéfices a toujours été inaliénable. Quiconque s'en prévaut ne peut le faire, selon eux, qu'à titre temporaire, et sous réserve de réversion à la Couronne. Ils reprennent d'ailleurs ces revendications dans les cahiers de doléances préparés pour les États généraux de 1789, dans lesquels ils demandent que « sa Majesté rentre dans ses domaines aliénés, à quelque titre que ce soit, sauf remboursement au possesseur du prix de l'aliénation, et ses domaines ne pourront plus être donnés qu'à bail et pour une durée qui n’excédera pas trente ans ».

### Chinon et les possédées de Loudun
Le 18 août 1634, le curé Urbain Grandier est brûlé vif sur la place Sainte-Croix de Loudun, après un procès en sorcellerie qui a offert à une foule avide de sensations fortes, durant des mois, le spectacle obscène des possédées. Un certain Barré, curé de Saint-Jacques de Chinon et chanoine de Saint-Mexme, appelé à Loudun pour prêter main-forte aux exorcistes, voyant le bénéfice qu'il peut tirer de la crédulité populaire, organise dans sa propre paroisse, à une échelle plus réduite, le même type de spectacle qui réussit si bien dans la ville voisine. Entre procès, accusations, interventions politiques et religieuses, il faudra des années pour lui faire cesser ces pratiques scandaleuses, auxquelles il ne sera mis fin qu'en 1640.

### La vie municipale sous l'Ancien Régime

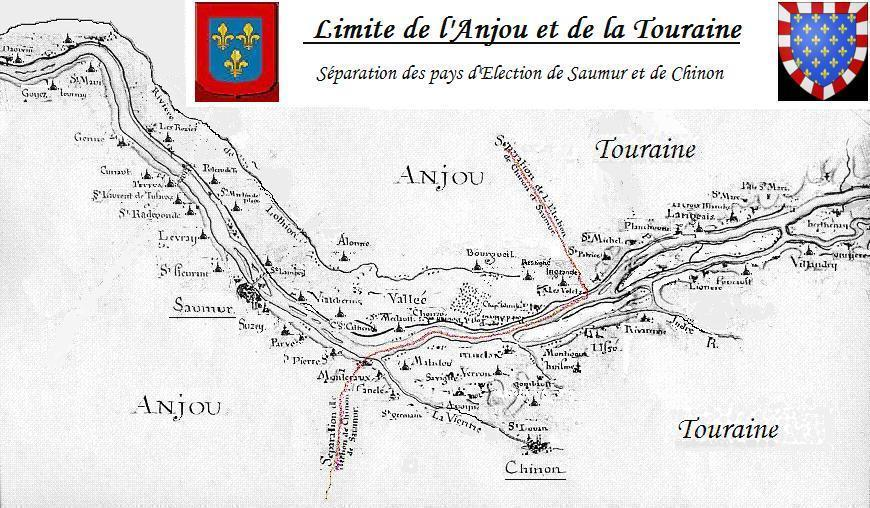
Limite de l’Anjou et de la Touraine, de part et d'autre de la Loire, sous l'Ancien Régime, au XVIIIe siècle.

#### Corps de ville
Sous l'Ancien Régime, la vie de la cité passe par le corps de ville. Un certain Jean de la Barre semble en avoir été le premier maire élu. En 1692, la charge devient vénale et héréditaire, précédant en cela toutes les fonctions municipales, jusqu'au plus modestes (comme l'emploi de concierge de l'hôtel de ville). Le maire et le corps de ville constituent la juridiction de l'hôtel de Ville et prennent fréquemment avis de leurs citoyens convoqués pour ce faire à son de cloche.
Le corps de ville tient le rôle des contributions et organise la surveillance des rues, des marchés, des auberges, des maisons qui menacent ruine, des attroupements, des approvisionnements, des réquisitions, de l'hygiène. Cette dernière est inexistante. Les habitations, mal exposées, sont entassées entre le pied du coteau et la muraille qui borde la Vienne. Les maisons qui la jouxtent  s'y appuient, déterminant sous elles de longs passages voûtés où s'accumulent les ordures. Les cloaques vont à la Vienne, qui déborde régulièrement en contaminant les puits. Chaque année, des mesures doivent être prises pour faire face à une épidémie récurrente de fièvre (probablement typhoïde), qui décime la population et vient souvent à bout du personnel soignant.C'est à l'occasion d'un de ces épisodes morbides, le 27 août 1321, que 160 juifs et quelques lépreux, accusés d'avoir empoisonné l'eau des puits, sont jetés dans une fosse et brûlés vifs sur l'île de Tours.

#### Bienfaisance et éducation
La ville est bien dotée en établissements religieux et hospitaliers : deux maladreries (et ce depuis le XIIe siècle), une à Saint-Lazare, une sur le coteau Saint-Mexme, le couvent des Augustins (XIVe siècle), celui des Capucins (1604). Des religieuses de l'ordre des Filles du Calvaire d'Angers sont installées à l'hospice (1626).
Des actes du XIIIe siècle attestent l’existence, dès cette époque, d'un Hôtel-Dieu accueillant malades, enfants abandonnés et vagabonds. L'établissement est alors probablement administré par la Collégiale Saint-Mexme, puis par un administrateur délégué du Corps de ville à partir de la fin du XIVe siècle. Les bâtiments sont détruits par un incendie en 1637, et l'hôpital, devenu lieu de débauche, est totalement réorganisé. En 1638, trois religieuses de l’Institut des sœurs hospitalières de Loches s’installent à Chinon. L’Hôtel-Dieu n'est reconstruit qu’en 1641, dans des bâtiments situés à l’emplacement actuel du parking de la Brèche. À la Révolution, dépassé par l’afflux des victimes de la guerre de Vendée, il est transféré hors du centre-ville, dans le Couvent des Calvairiennes, récemment déclaré bien national et fermé. Le nouvel hôpital (devenu Hôpital Saint-Michel) accueille ses premiers malades en 1793,.
Les Ursulines achètent une maison rue de la Parerie (1630), puis s'installent au faubourg Saint-Jacques,. Les religieuses de Saint-Augustin soignent à domicile les malades indigents. Les dames de l'Union chrétienne suivent l'instruction des enfants. Celle-ci est par ailleurs généralement négligée. Au XVIIe siècle, plus de la moitié des habitants déclarent ne savoir signer. À partir de 1578, Chinon possède un collège royal. D'abord dirigé par un élu, il est confié en 1705 aux Augustins. Leur gestion laissant à désirer, il est repris par la ville en 1722 et s'adjoint une école pour enfants pauvres, le tout sous la responsabilité d'un prêtre. L'établissement est par la suite placé sous la tutelle de l'archevêque de Tours, avant de devenir collège national en 1791.

#### Justice
Jusqu'en 1323, Chinon, ressortissant de la Touraine, applique la coutume commune des provinces d'Anjou, Maine et Touraine. Après cette date, la Touraine, séparée des deux autres provinces, développe un droit particulier, codifié en 1460 et réformé à plusieurs reprises jusqu'en 1559. Le bailliage de Chinon est créé en mai 1544 et couvre une centaine de paroisses. Il se voit adjoindre, en 1551, un présidial aux compétences restreintes et dont les procédures d'appel sont portées devant le présidial de Tours (celles du bailliage le sont devant le Parlement de Paris). Les juges prévôts, qui opèrent - avec quelques conflits de préséance - en marge de ce système, sont supprimés en 1749. Les justices seigneuriales, dont celle de la baronnie de Chinon, se superposent au bailliage et aux prévôts qui entendent, selon les cas, leurs procédures en appel.
S'ajoutent à ce dispositif, inextricable pour le justiciable, des juridictions spéciales : prévôt des maréchaux de France, juridiction du point d'honneur, juridiction ecclésiastique, juridiction du grenier à sel.

#### Chinon, ville de garnison
Située à un point de passage très fréquenté, Chinon est constamment traversée par des troupes et doit, comme de nombreuses municipalités, faire face aux dépenses et à l'embarras que représentent le cantonnement des soldats et, le plus souvent, leur logement chez l'habitant. Les délibérations du corps de ville reviennent régulièrement sur le sujet, les édiles essayant par tous les moyens d'éloigner d'eux ce qui est perçu par la population comme un véritable fléau, quitte à s'acquitter, pour lui échapper, de taxes parfois punitives. Lorsqu'il faut se résigner à accueillir un régiment, les dépendances des auberges sont réquisitionnées pour héberger les chevaux, les maisons inhabitées et les entrepôts vides pour loger la troupe. Lorsque les capacités de ces hébergements de fortune sont dépassées, les Chinonais doivent se résoudre à ouvrir les portes de leurs domiciles, ou bien à les abandonner aux soldats après y avoir fait place nette.

#### La Vienne à Chinon: navigation et contrebande du sel
Navigable depuis Châtellerault, rejoignant la Loire à Candes-Saint-Martin, à quelques kilomètres en aval de Chinon, la Vienne est, de l'Antiquité jusqu'à l'arrivée du chemin de fer, un cours d'eau sur lequel la batellerie est très active, tant pour le transport de voyageurs que pour celui des marchandises.
En 1474, la « communauté des marchands fréquentant la rivière de Loire et fleuves descendant en icelle », qui défend la navigation contre l'ensablement, les péages, les moulins, les écluses et les abus, compte 35 délégués, parmi lesquels un représentant de la section (ou « détroit ») de Chinon. L'association, qui siège à Orléans, perdure jusqu'à la veille de la Révolution (1772) et Chinon y est représentée de façon continue, soit par des bateliers, soit par des marchands. Le détroit dévolu au procureur de Chinon s'étend d'abord de Candes à L'Île-Bouchard, puis de Candes à Châtellerault, incluant la Creuse. Toute la section est grevée de multiples péages seigneuriaux. À Chinon, les bourgeois obtiennent même, au grand dam des bateliers et de leurs commanditaires, le droit de prélever, parfois de force, des droits sur le vin, le drap et autres marchandises. Ces entraves au commerce fluvial sont levées en 1430 par Charles VII, qui révoque tous les péages mis, depuis soixante ans, sur les marchands de la Loire et des affluents. La corporation n'en doit pas moins continuer à lutter contre le retour de ces entraves. Elle défend ses adhérents, salarie des avocats, finance les travaux nécessaires, assiste les familles endeuillées par les naufrages, balise et nettoie le lit de la rivière, entretient le chemin de halage et les accès aux rives.

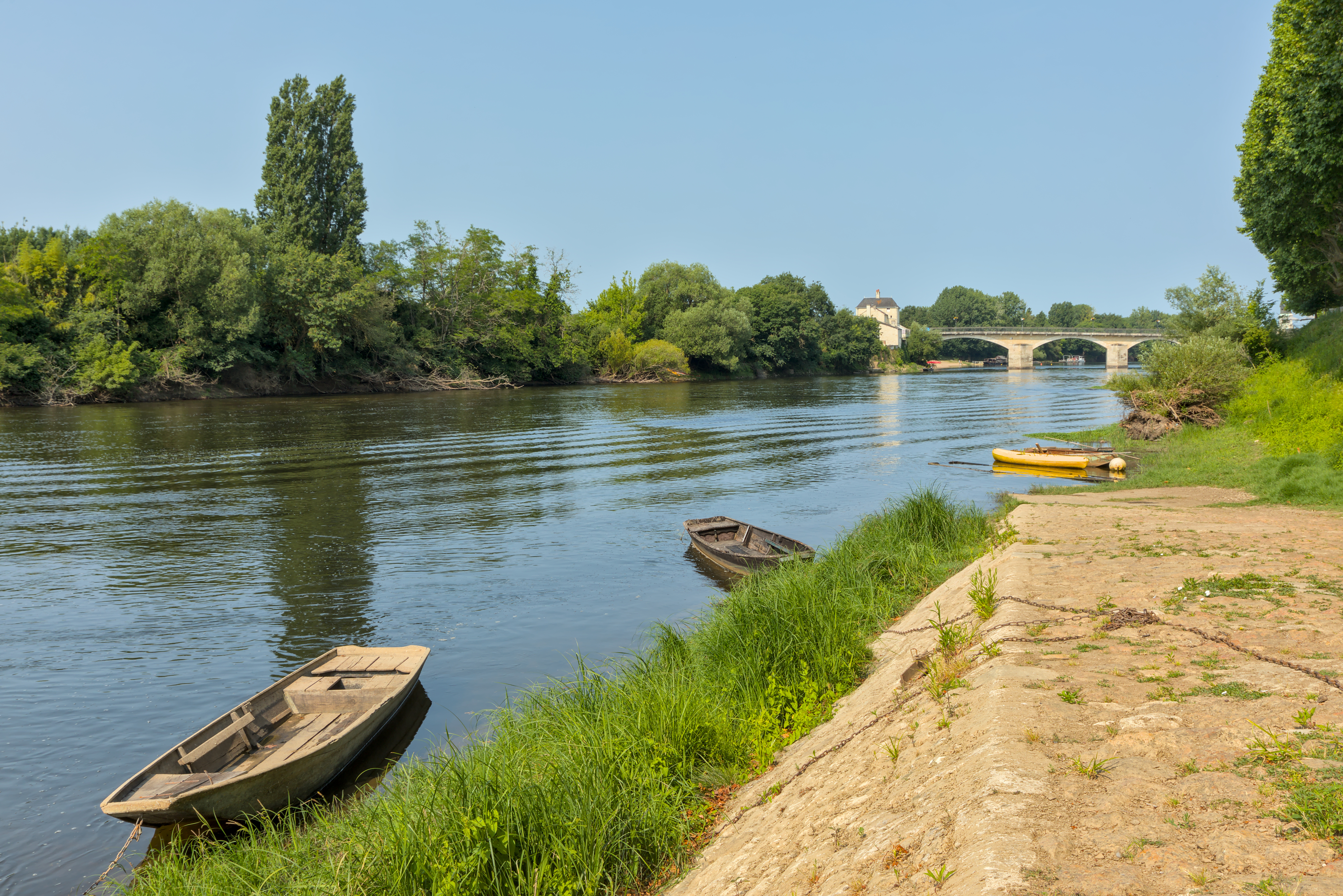
Les rives de la Vienne à Chinon en 2025.

À Chinon, les rives de la Vienne offrent aux bateliers plusieurs points où ils peuvent accoster. Sur la rive droite, ils peuvent utiliser le port du Vieux-Marché (probablement le plus anciennement aménagé), celui de la Poterne, le port de la Halle (place de l'Hôtel de Ville), le port-Chardon (face à la Poste) et la Parerie (à l'emplacement actuel de la promenade du Dr Mattrais). Sur la rive gauche, ils utilisent le quai du Cheval Blanc et, surtout, le port Saint-Jacques, qui dessert le Loudunois et le Poitou,,.
La navigation se fait par train de bateaux, que mène la gabare-mère où loge le maître d'équipage. elle est suivie par le tireau (où loge l'équipage) et le sous-tireau. Un bachot, plus petit et indépendant, reconnaît le chenal et assure les relations avec la rive. La descente profite du courant. À la remontée, les voiles carrées sont gonflées par le « vent de galerne » (du nord-ouest). Les périodes de calme font la fortune des auberges postées sur les rives où les mariniers encalminés mangent, boivent et jouent aux cartes. Au pire, il faut se résigner à hâler le convoi, en utilisant le chemin entretenu à cet effet sur la rive droite de la Vienne. À Chinon, le passage du pont, dont seule l'arche centrale est alors franchissable, donne lieu à des manœuvres complexes et risquées, durant lesquelles il faut coucher les mâts. Sur une rivière capricieuse, et souvent mal balisée, la batellerie comporte des risques réels. Vers 1500, la communauté des marchands indemnise, en dix années, pas moins de 72 naufrages. Les annales conservent les traces des procès qui en découlent.
Jusqu'au milieu du XIXe siècle, la batellerie fait vivre à Chinon des métiers annexes : charpentiers en bateaux, cloutiers (quartier Saint-Maurice), cordiers (faubourg Saint-Jacques) et forgerons. En 1869, au moment où se débattent les itinéraires possibles pour le chemin de fer de Thouars à Tours, le trafic est encore important : chaque semaine, le bateau des messageries Gambier assure un aller-retour Chinon-Saumur. Tous les mois, un train de bateaux, hâlé par le remorqueur à vapeur « Blanzy », remonte du charbon jusqu'à Châtellerault, puis redescend en hâte tandis que ses protégés chargent de la chaux et redescendent, seuls, au fil du courant. Au total, 262 navires accostent à Chinon chaque année pour y charger près de 6 000 tonnes de marchandises (vins, céréales, pommes de terre, osier, cendres). D'autres y débarquent le charbon de Blanzy, les ardoises de Trélazé, la pierre de Montsoreau, la chaux de Paviers, verrerie, quincaillerie, poissons frais ou salés, des pièces de bois pour la tonnellerie, du foin. Tributaire de la batellerie de Loire, celle de la Vienne ne survivra pas au déclin consécutif à l'arrivée du chemin de fer et à la déshérence des voies fluviales. Le dernier transport sur Vienne enregistré à Chinon (de la pierre de Montsoreau) date de 1912-1913.
Sous l'ancien régime, le transport du sel constitue une activité importante, tant par le volume que par les droits qu'elle génère. Les Chinonais, appartenant à un pays de grande gabelle et lourdement taxés à cet égard, ne peuvent pas résister à la tentation que représente le sel du Poitou voisin, pays de « franc-salé ». Pour lutter contre la contrebande, un « grenier à sel » est établi à Chinon. Sur le terrain, la chasse aux faux-sauniers (embarqués ou à cheval, en gros ou au détail) est menée par le capitaine des Gabelles, assisté de brigadiers, de sous-brigadiers et d'archers qui disposent leurs postes de contrôle le long de la rivière et inspectent les chargements suspects à la recherche de l'objet du délit. Descendant la Vienne, de nuit, depuis Châtellerault, les faux-sauniers payent parfois de leur vie leurs expéditions, de même que les gabelous et leurs auxiliaires, houspillés par la population et par les contrebandiers, et parfois même victimes du devoir,.

### Chinon de la Révolution à l'Empire
En 1789, deux Chinonais figurent parmi les douze députés du tiers état de Touraine. Pendant les événements, la population de Chinon, majoritairement favorable à la constitution de 1789, doit composer avec les accès de fièvre patriotique et révolutionnaire attisés par un petit nombre d'exaltés, tout en restant relativement épargnée par les violences. Le quotidien des Chinonais est marqué par l'inflation, les disettes, le brigandage, la vente des biens nationaux, la chasse aux prêtres réfractaires, la conscription et la traque des déserteurs. La ville vit au rythme des processions et célébrations organisées sans discontinuer par les zélateurs de l'ordre nouveau : fête de la jeunesse, de la souveraineté du peuple, des époux, de la reconnaissance, des laboureurs, etc..
En 1792, Chinon annexe les communes éphémères de Parilly, Saint-Louand et Saint-Mexme-les-Champs. Lors de la création du département d'Indre-et-Loire, Chinon devient une sous-préfecture dont le siège occupe une partie de l'ancien couvent des Augustins. Au cours de la période révolutionnaire, la commune porta provisoirement le nom de Chinon-sur-Vienne.
Sous la Terreur, la municipalité, sous la conduite de Chesnon de Baigneux, reste modérée et doit faire face aux fanatiques du District et du Comité révolutionnaire, ainsi qu'aux « buveurs de sang » (évoqués à plusieurs reprises dans le journal tenu par le sellier Bailly, un habitant de Chinon).
La proximité du front de Vendée inquiète les révolutionnaires. En 1793, la ville reçoit de nombreux détachements en route pour le front de l'Ouest. Tallien, représentant du peuple en Indre-et-Loire, séjourne à Chinon, du 9 au 20 mai, pour ranimer le courage des patriotes. Il y rassemble 5 400 combattants et y constitue une solide base militaire. Mais son contingent est éparpillé sur plusieurs fronts, et le sort des armes semble d'abord favoriser les insurgés : après avoir pris Thouars et Saumur, un détachement vendéen prend possession de Chinon, le 12 juin, sans qu'un coup de feu n'ait été tiré. Il y reste quelques jours, sans causer trop de dommages, avant de se résoudre à la quitter pour participer à l'attaque contre Nantes. Le danger écarté, les représentants du District et du Comité reviennent en ville où ils accusent la municipalité et les Chinonais de tiédeur et de lâcheté. Trois Chinonais, victimes de l'épuration qui s'ensuit, sont livrés à la guillotine.
L'offensive vendéenne ne s'arrête pas pour autant : les Blancs battent les Républicains à Vihiers et reprennent Saumur, provoquant une déroute qui ramène les troupes débandées à Chinon. Le 22 juillet, Tallien est de retour en ville pour rétablir la situation. Il y rassemble 6 000 hommes et finit par écarter le danger.

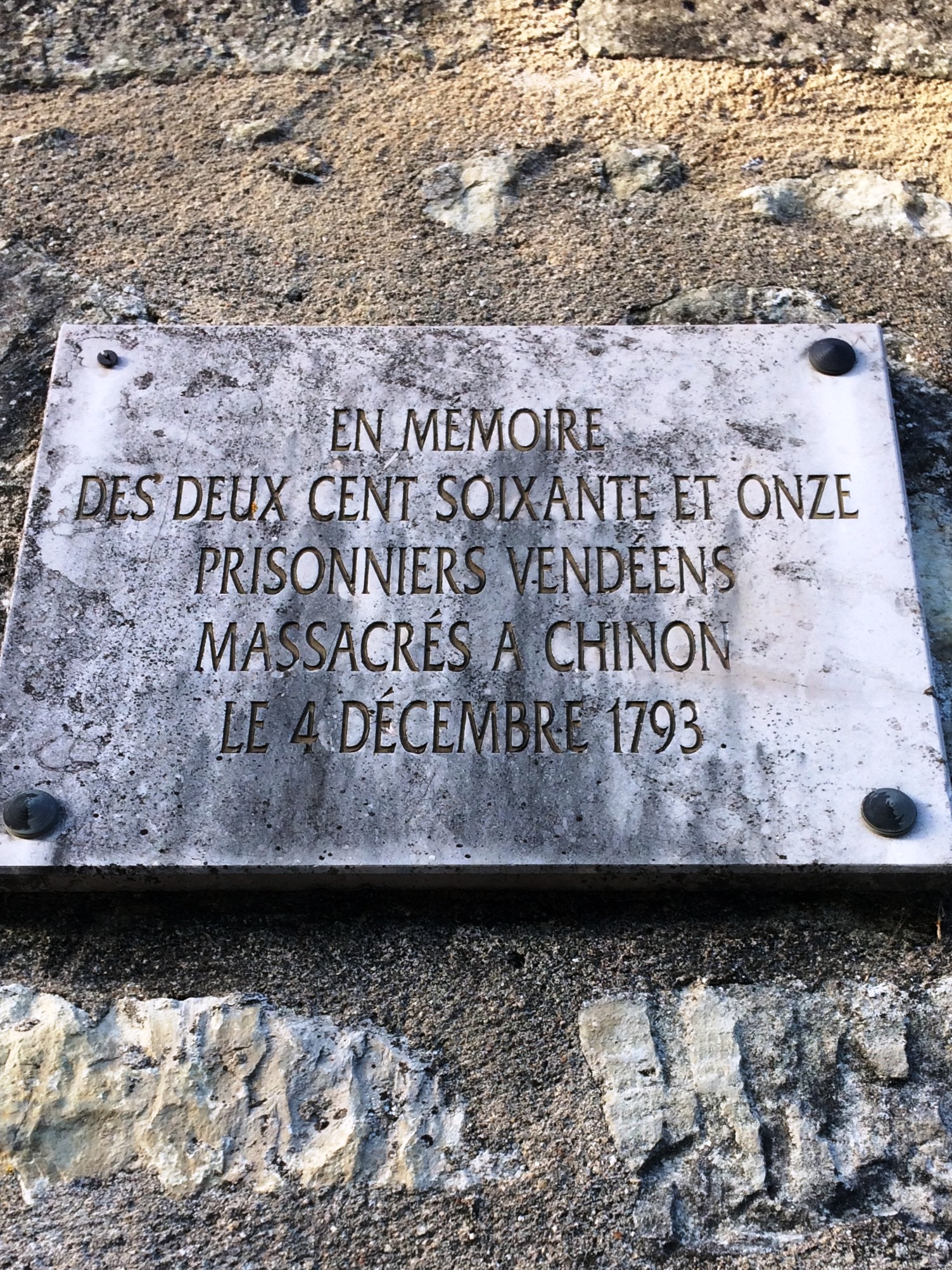
Plaque commémorative apposée rue Haute Saint-Maurice. Au matin du 4 décembre 1793, 271 prisonniers "Vendéens" confiés à la garde du citoyen Le Petit sont exécutés sans jugement au bas de la route de Tours.

C'est dans ce contexte de guerre civile, en décembre 1793, que se déroule, à Chinon, un épisode sanglant : sept cents prisonniers, arrêtés comme « suspects » ou comme « brigands », arrivent de Saumur et sont répartis en divers endroits pour passer en ville la nuit du 3 décembre. Leur trajet a déjà été émaillé d'incidents sanglants. Le lendemain matin, un jeune homme de dix-huit ans, Le Petit, membre du comité révolutionnaire de Saumur, qui commande le convoi, en dirige une partie vers la route de Tours. Mais arrivé au pied de la forteresse, il fait aligner les quelque trois cents prisonniers confiés à sa garde contre la muraille et ordonne de procéder à leur exécution. Une plaque rappelle cet événement qui crée, à l'époque, une vive émotion chez les Chinonais.
Sous le Consulat, puis sous l'Empire les principales préoccupations des Chinonais sont la guerre et  les conscriptions incessantes qui alimentent les effectifs de la Grande Armée.

### Second Empire et guerre de 1870
Comme à chaque changement de régime depuis la Révolution, les édiles accueillent avec enthousiasme le coup d'État du 2 décembre 1851. L'opposition au nouveau régime se concentre dans le corps des sapeurs-pompiers et dans la société populaire « Le Bon Accord », tous deux placés sous surveillance policière par les autorités.
Pendant la guerre franco-allemande de 1870, l’Indre-et-Loire reste à l'écart des grandes batailles, mais des milliers de blessés y affluent. Alors que Tours est le siège du gouvernement de la République, aux termes de l'armistice signé à Versailles le 28 janvier 1871, les Allemands sont autorisés à avancer jusqu'aux approches de Bourgueil, de Chinon et de Descartes. Les Français se retirent à dix kilomètres de façon à créer une zone neutre, défendue aux forces militaires. Dès le 2 février, le canton d'Azay est occupé par 400 hommes du 4e Uhlans et 500 fantassins du 91e régiment d'Oldenburg. L'occupation dure cinq semaines environ avec son lot de réquisitions, de vexations et de spoliations.

### Première Guerre mondiale
En mars 1915, les conscrits du Chinonais contribuent - avec des recrues de Touraine, Anjou, Poitou, Berry et des hommes venant des régions envahies du Nord - à la formation du 409e de marche (409e RI). Les compagnies des 1er et 2e bataillons sont assemblées à Chinon en mars, celles du 3e bataillon à Azay-le-Rideau. De janvier à début mai 1915, près de 2 000 hommes sont ainsi cantonnés autour de Chinon (Saint-Louans, Les Closeaux, Noiré), mais également en ville (notamment dans la cour de l'auberge de la Treille). Leur séjour est marqué par des problèmes de coexistence avec les civils et de salubrité qui expliquent sans doute les épidémies qui vont retarder leur départ pour le front. Celui-ci doit avoir lieu le 7 avril, après regroupement des trois unités dans la région de Bourges, mais seul le 3e bataillon est en état de rejoindre Bourges. Les 1er et 2e bataillons partent finalement de Chinon le 7 mai, leur régiment devant former, avec le 408e R.I., la 303e brigade, rattachée à la 120e division,. Sur les 3 220 hommes que comptait le 409e RI au moment de sa formation, il y eut 1 735 tués et 1 000 blessés. En 1918, il ne restait du régiment originel que 480 hommes. Les noms de cinq Chinonais morts au combat figurent sur le monument aux morts de la ville. Au total, la commune a perdu 173 de ses citoyens du fait de la Première Guerre mondiale.

### Seconde Guerre mondiale

#### L'invasion et l'occupation
En juin 1940, Chinon voit transiter des convois ininterrompus de réfugiés. Certains logent chez l'habitant, les autres campent place Jeanne d'Arc. Place Mirabeau, des marmites de bouillon et du pain leur sont proposés par la population. L'armée allemande arrive rapidement sur la rive droite de la Loire, à Port-Boulet. Face à elle, une dernière ligne de défense a été établie sur la rive gauche, entre Lignières-de-Touraine et Candes, tenue par des troupes rassemblées à la hâte : des éléments du 1er Cuirassier échappés de Dunkerque et débarqués à Port-Boulet le 14 juin, une compagnie de Saint-Maixent, des cadets de Saumur, des tirailleurs algériens et sénégalais, ainsi qu'un bataillon cycliste venu de Saumur. Les combats autour du pont de Port-Boulet durent trois jours et font de nombreuses victimes, avant que la ligne ne soit enfoncée le 21 juin à 2 heures du matin. Le jour même, à 8 heures du matin, Chinon est occupée et un général allemand se présente à l'hôtel de ville où il est reçu par le maire, le Dr Henri Mattrais. La ville n'a pratiquement pas souffert, le conseil municipal ayant dissuadé les militaires français d'y établir une nouvelle ligne de défense et de faire sauter les ponts lors de leur retraite. Avec l'occupation la coexistence avec les Allemands s'organise, sous l'égide du maire, du sous-préfet Paul Cay et de personnalités locales comme Auguste Correch, le proviseur du collège. Ensemble, ils négocient, temporisent et tentent d'éviter les confrontations avec l'occupant, tout en faisant face à la délation, au marché noir, au rationnement et aux provocations. La déportation du Dr Pierre Labussière (mort au camp de Neuengamme le 6 juin 1944) et de 34 autres Chinonais ne suscite pas de réaction visible dans la population. Seuls quelques habitants, dans la clandestinité, parviennent à sauver de jeunes Juifs. C'est ainsi que Jacques Caen, qui deviendra plus tard professeur d'hématologie, membre de l’Académie de médecine et correspondant de l’Académie des sciences, alors âgé d'une quinzaine d'années, est protégé par l'ancien directeur du collège, rue Hoche,. De leur côté, Paul Girard (1904-1985), agent EDF, et son épouse Régine, née Guespin (1903-1985) sauvent Henri et Simon Muflasz, ainsi que Max Perl.

#### La Résistance dans le triangle L'Île-Bouchard-Saumur-Richelieu
À partir de 1941 la résistance s'organise dans le triangle L'Île-Bouchard-Saumur-Richelieu, centré sur la forêt de Scévolles. Un groupe armé clandestin lié aux FFI est formé. Au total, vingt-cinq Chinonais rejoignent le maquis, et cinq d'entre eux, réfractaires au service du travail obligatoire, y trouveront la mort. Après le débarquement allié en Normandie, Claude Gros (« César »), officier aviateur de la France libre envoyé par le BCRA, est parachuté pour prendre le commandement des opérations de résistance dans la zone. Le 1er juillet 1944, le maquis de Scévolles est créé dans la forêt homonyme et placé sous le commandement de René Mabileau, un étudiant saumurois de 20 ans. À partir d’un poste de commandement établi au château du Grand-Parc, à Champigny-sur-Veude, des groupes armés se constituent sous l’égide de Mabileau. Les 13-14 juillet 1944, 4 tonnes d’armes et de munitions sont parachutées au lieu-dit « La Chapelle », commune de Lencloître, et acheminées vers la ferme Bouet, à Dandésigny. C'est là que se retrouvent les combattants et leurs chefs. Le maquis de Scévolles englobe alors les groupes armés de la région (sauf les Francs-tireurs partisans, qui conservent leur indépendance). Vers le 15 août, 13 groupes constituent le « bataillon » des maquisards de Scévolles, avec un noyau dur de 80 hommes formé par les corps francs mobiles de Saumur, Chinon, l’Île-Bouchard, la Haye-Descartes et Richelieu. Les parachutages d’armes s’intensifient. Elles sont acheminées vers la ferme Bouet, devenue plaque tournante du maquis. Le réseau s’illustre par des sabotages (5 août, sur la voie ferrée sur la ligne Paris-Nantes, au Pont de Boumois, près de Saumur) et des accrochages avec les forces allemandes (16 août, à la butte de Dandésigny ; 18 août, à Saint-Laon). Le 19 août, le « Groupe Richelieu », une section FTP de Saint-Jean-de-Sauves improvise une attaque à l’hôtel du Cheval Blanc, à Monts-sur-Guesnes. Le lendemain, vingt-cinq otages sont rassemblés par les S.S. et échappent de peu aux représailles. Le 20 août, le maquis s’installe dans un moulin isolé sur la Briande (commune de Le Bouchet), tandis que le PC s'établit au château de La Guérinière. À partir de la mi-septembre 1944, les maquisards de Scévolles rejoignent l’Armée de Libération, s'engageant volontaires pour la durée de la guerre sur le front de Saint-Nazaire. Regroupés en quatre compagnies et deux corps francs, les anciens de Scévolles forment le 6e bataillon du 125e Régiment d’Infanterie.

#### La Libération
Chinon héberge des casernements et des services administratifs nazis. Au no 66 du quai Jeanne-d'Arc, le commandement militaire allemand a investi les locaux de l'hôtel La Boule d'Or. Dès juin 1940, la rue Voltaire, les terrasses du château et le quartier des Justices sont l'objet de bombardement alliés qui font des dizaines de blessés. Avec le débarquement et l'avancée des Alliés, les bombardements s'intensifient. Les 13 et 15 juin 1944, le faubourg Saint-Jacques est visé et une douzaine de morts sont à déplorer. La gare est mitraillée, les 6 et 7 août, par l'aviation alliée.
Alors que Paris a été libéré le vendredi 25 août 1944, les Américains arrivent deux jours plus tard à Port-Boulet, Chouzé-sur-Loire. Les nazis installés dans la Kommandantur de Chinon s'enfuient. Le 28, les troupes allemandes reçoivent l'ordre de quitter la ville, mais, le 29 août, des militaires reviennent pour dynamiter deux arches du pont de pierre, ainsi que le pont du chemin de fer.
Le 30 août, Chinon et ses habitants retrouvent la liberté, l'envahisseur étant « parti sans avoir été chassé ». La commune a perdu 67 de ses citoyens (dont 22 civils) pendant le conflit.

## Politique et administration

### Tendances politiques et résultats
| Scrutin             | Scrutin             | 1er tour | 1er tour | 1er tour | 1er tour | 1er tour | 1er tour | 1er tour | 1er tour | 1er tour | 1er tour | 1er tour | 1er tour | 2d tour | 2d tour  | 2d tour | 2d tour | 2d tour | 2d tour |
| Scrutin             | Scrutin             | 1er      | 1er      | %        | 2e       | 2e       | %        | 3e       | 3e       | %        | 4e       | 4e       | %        | 1er     | 1er      | %       | 2e      | 2e      | %       |
| ------------------- | ------------------- | -------- | -------- | -------- | -------- | -------- | -------- | -------- | -------- | -------- | -------- | -------- | -------- | ------- | -------- | ------- | ------- | ------- | ------- |
| Présidentielle 2017 | Présidentielle 2017 |          | EM       | 23,68    |          | LFI      | 22,90    |          | LR       | 18,95    |          | FN       | 18,12    |         | EM       | 70,33   |         | FN      | 29,67   |
| Présidentielle 2022 | Présidentielle 2022 |          | LREM     | 29,88    |          | LFI      | 21,89    |          | RN       | 19,45    |          | REC      | 5,91     |         | LREM     | 62,87   |         | RN      | 37,13   |
| Législatives 2022   | 4e                  |          | PS-Nupes | 35,60    |          | RE-Ens   | 27,57    |          | RN       | 13,97    |          | LR       | 13,07    |         | PS-Nupes | 53,27   |         | RE-Ens  | 46,73   |
| Législatives 2024   | 4e                  |          | PS-NFP   | 33,05    |          | RN       | 28,31    |          | RE-Ens   | 26,74    |          | LR       | 10,51    |         | PS-NFP   | 61,45   |         | RN      | 38,55   |

### Endettement
| Évolution de l'endettement (en milliers d’€) : | Évolution de l'endettement par habitant (en €) : |

### Relations internationales

#### Jumelages
- Hofheim am Taunus (Allemagne) est située à environ 25 kilomètres de Francfort-sur-le-Main et autant de Mayence ou Wiesbaden.
- Tiverton (Royaume-Uni) est située dans le comté de Devon.

Les villes de Hofheim et Tiverton étant jumelées entre elles, il s'agit d'un jumelage en triangle.
- Certaldo (Italie).

#### Coopérations décentralisées
- Tenkodogo (Burkina Faso)
- Luang Prabang (Laos)

#### Partenariat
- Xiangxi (Chine)

## Population et société

### Démographie
L'évolution du nombre d'habitants est connue à travers les recensements de la population effectués dans la commune depuis 1793. Pour les communes de moins de 10 000 habitants, une enquête de recensement portant sur toute la population est réalisée tous les cinq ans, les populations de référence des années intermédiaires étant quant à elles estimées par interpolation ou extrapolation. Pour la commune, le premier recensement exhaustif entrant dans le cadre du nouveau dispositif a été réalisé en 2005.

En 2022, la commune comptait 8 121 habitants, en évolution de −1,13 % par rapport à 2016 (Indre-et-Loire : +1,67 %, France hors Mayotte : +2,11 %).
| 1793  | 1800  | 1806  | 1821  | 1831  | 1836  | 1841  | 1846  | 1851  |
| ----- | ----- | ----- | ----- | ----- | ----- | ----- | ----- | ----- |
| 5 704 | 6 110 | 5 992 | 6 333 | 6 859 | 6 911 | 6 677 | 6 690 | 6 774 |

| 1856  | 1861  | 1866  | 1872  | 1876  | 1881  | 1886  | 1891  | 1896  |
| ----- | ----- | ----- | ----- | ----- | ----- | ----- | ----- | ----- |
| 6 922 | 6 905 | 6 895 | 6 553 | 6 301 | 6 096 | 6 205 | 6 119 | 6 187 |

| 1901  | 1906  | 1911  | 1921  | 1926  | 1931  | 1936  | 1946  | 1954  |
| ----- | ----- | ----- | ----- | ----- | ----- | ----- | ----- | ----- |
| 6 033 | 5 813 | 5 943 | 5 349 | 5 751 | 5 515 | 5 790 | 6 069 | 6 743 |

| 1962  | 1968  | 1975  | 1982  | 1990  | 1999  | 2005  | 2006  | 2010  |
| ----- | ----- | ----- | ----- | ----- | ----- | ----- | ----- | ----- |
| 7 593 | 7 735 | 8 014 | 8 622 | 8 627 | 8 716 | 8 169 | 8 256 | 7 894 |

| 2015  | 2020  | 2022  | - | - | - | - | - | - |
| ----- | ----- | ----- | - | - | - | - | - | - |
| 8 101 | 8 063 | 8 121 | - | - | - | - | - | - |

### Enseignement
Chinon se situe dans l'Académie d'Orléans-Tours (Zone B) et dans la circonscription de Chinon. La commune compte plusieurs établissements scolaires :
- École maternelle Claude-Monet
- École primaire Jean-Jaurès
- École maternelle et école élémentaire Jacques-Prévert
- École élémentaire Mirabeau
- Groupe scolaire privé Saint-Joseph (maternelle, primaire, collège)
- Collège Jean-Zay
- Lycée François-Rabelais
- Lycée professionnel Joseph-Cugnot
- Centre de formation d'apprentis agricole d'Indre-et-Loire (CFA)
- Centre universitaire de Chinon (sous la tutelle de l'université de Tours)

### Sports et loisirs
- Le Sporting Club Chinonais est consacré au rugby et joue au niveau régional au stade Raymond-Bourdon, principal stade de la ville.
- L'Avoine Olympique Chinon Cinais issu de l'Union Sportive Électrique d'Avoine-Beaumont représente le football chinonais autour des communes de Chinon, Avoine, Beaumont-en-Véron et Cinais. Il évolue en championnat de France de football de National 3 au stade Marcel-Vignaud d'Avoine.
- Le Chinon Basket Club évolue au niveau départemental au gymnase Jean-Zay.
- Le Club Athlétique Chinonais (CAC) représente l'athlétisme à Chinon. Il évolue au gymnase Félix-Moron disposant à ses côtés d'une piste pour la pratique de cette discipline sportive.
- L'Union Sportive Électrique Avoine Beaumont, club omnisports local fondé en 1963 lors de l'ouverture de la centrale nucléaire de Chinon, dispose de diverses sections sportives dont le handball. L'équipe féminine évolue au (niveau régional) et l'équipe masculine (niveau départemental) jouent leurs matchs à domicile à la salle omnisports Michel-Pichot, gymnase situé à Avoine.
- Hippodrome de Grigny.
- Piscine municipale Georges-Daydé.
- Espace François Rabelais.

### Manifestations culturelles
- BD en chinonais - Ce festival de bande dessinée se tient chaque année au mois de mars.
- Marché médiéval - En 2007, le marché médiéval a été relancé par une jeune association : les Gueux Chinonais. Baptisé « la Révolte des Gueux », ce rendez-vous s'est inscrit dans la durée : il a lieu chaque premier samedi du mois d'août.
- Marché à l'ancienne - Le marché à l'ancienne a lieu chaque année le troisième week-end du mois d'août.
- Brocante mensuelle - Le troisième dimanche du mois.
- Les soupapes à Chinon - Rassemblement de voitures de collections, le quatrième dimanche du mois.
- Vignerons dans la ville - Troisième semaine d'avril, présentation des crus de Chinon en centre-ville.
- Chinon en fanfares - Concours et tremplin de fanfares organisé le troisième week-end de mai.
- Chinon en jazz - Festival de jazz se tenant le premier week-end de juin.
- Les jeudis jazz - En juillet et août, sur le site de la collégiale Saint-Mexme.
- Voyages en guitare - Festival se tenant au mois de septembre.
- Cinéma d'ailleurs - Début septembre.

## Économie
Du point de vue économique, Chinon est intégrée à  la communauté de communes Chinon Vienne et Loire regroupant 16 communes, comptabilisant 22 000 habitants, 11 300 emplois et 1 250 entreprises, le tout réparti sur 27 300 hectares.
En 2011, la Mairie estimait à 5 188 le nombre d’emplois à Chinon, pour une population active résidant sur place de 2 939 habitants. 40 % des emplois appartenaient aux secteurs de l'administration publique, de l'enseignement, de la santé et de l'action sociale ; 40 % au commerce, aux transports et aux services divers ; 11 % à l'industrie ; 7 % au BTP, 2 % à l'agriculture. 799 entreprises étaient alors recensées sur le territoire communal ainsi que 66 exploitations agricoles.

### La base américaine et l'hôpital militaire
En 1951, l'armée américaine installe, dans la forêt de Chinon, à proximité du village de Saint-Benoît-la-Forêt, un dépôt de matériel (Chinon Engineer Depot) et un hôpital militaire de 1 000 lits (US military hospital). Avec le temps, se développe un véritable camp militaire, avec banque, supermarché, bowling, école, cinéma, terrain de sport et self-service (le « PX »). Un millier de locaux travaille alors pour l'armée US, dont la présence dope l'économie chinonaise. Avant la construction du camp, de nombreux soldats et officiers logent chez l'habitant, créant des liens durables avec la population. En 1967, date de leur départ, les Américains emmènent avec eux un certain nombre de jeunes mariées originaires de Chinon et de ses environs. Leur présence prolongée explique également la récurrence, dans la génération née à cette époque dans le Chinonais, des prénoms anglo-saxons. Ils laisseront enfin un hôpital moderne sur le site duquel se développera le Centre Hospitalier de Chinon.

### Santé
Le Centre Hospitalier de Chinon (CHC), qui employait, en 2013, plus de 960 équivalent-temps-pleins pour une capacité de 662 lits et places, génère une activité économique liée à la santé et aux soins, faisant vivre des entreprises de services connexes (maintenance, informatique, propreté, etc.). Ces activités peuvent également avoir un lien direct ou indirect avec la santé : Clinique Jeanne d’Arc, cabinets privés, réseau de santé, pharmacies, paramédical, taxis, ambulance.

### Nucléaire et maintenance industrielle
Le développement de Chinon et de ses alentours a été grandement aidé par la construction de la centrale nucléaire de Chinon, située à Avoine, ville voisine. Une activité de maintenance industrielle liée à la centrale s'est installée de manière pérenne sur le territoire, induisant le développement d'activités support comme la logistique, la formation ou l'intérim.

### Agriculture et viticulture
Le territoire rural  se caractérise, en termes d’activité économique, par un secteur viticole de renommée internationale, fort d’un réseau de viticulteurs actif bénéficiant d'une appellation AOC. La ville est réputée pour ses vins rouges élaborés à partir de cépage cabernet franc, également appelé « cabernet breton », et pour ses blancs (cépage chenin blanc), cultivés dans le vignoble entourant la ville de part et d'autre de la Vienne. Une importante activité de maraîchage (tomates) et d'horticulture s'est installée à proximité de la centrale nucléaire d'Avoine, afin de bénéficier du réseau de chaleur. Le secteur est complété par la présence d'une filière bois non négligeable.

### Tourisme
Au cœur de la vallée de la Loire, la gastronomie, l'œnologie, les paysages naturels, le patrimoine architectural et environnemental du Chinonais attirent de nombreux touristes. En 2011, la Mairie enregistrait 133 700 visiteurs à la Forteresse royale et 47 900 visiteurs à l'office de Tourisme. Une importante activité d'hébergement, de restauration, de loisirs et de culture fonctionne de manière saisonnière, principalement de début mai à fin octobre.

## Culture locale et patrimoine

### Monuments et lieux touristiques

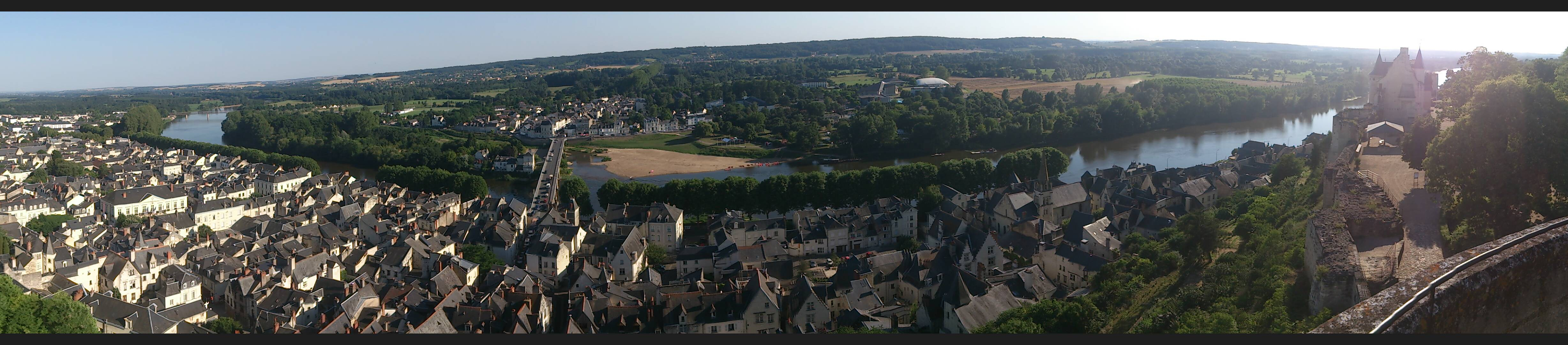
Vue panoramique sur la ville depuis la Tour de l'Horloge.

La ville ancienne se développe autour d'un axe est-ouest, la rue haute, au pied du coteau donc à l'abri des crues de la Vienne (aujourd'hui, d'ouest en est : rue Haute-Saint-Maurice, rue Voltaire, rue Jean-Jacques Rousseau, rue Diderot). Son réseau urbain et de nombreux bâtiments remontent au Moyen Âge, en particulier au XVe siècle, date à laquelle la présence de la cour royale a favorisé un important développement urbain.

#### Forteresse royale

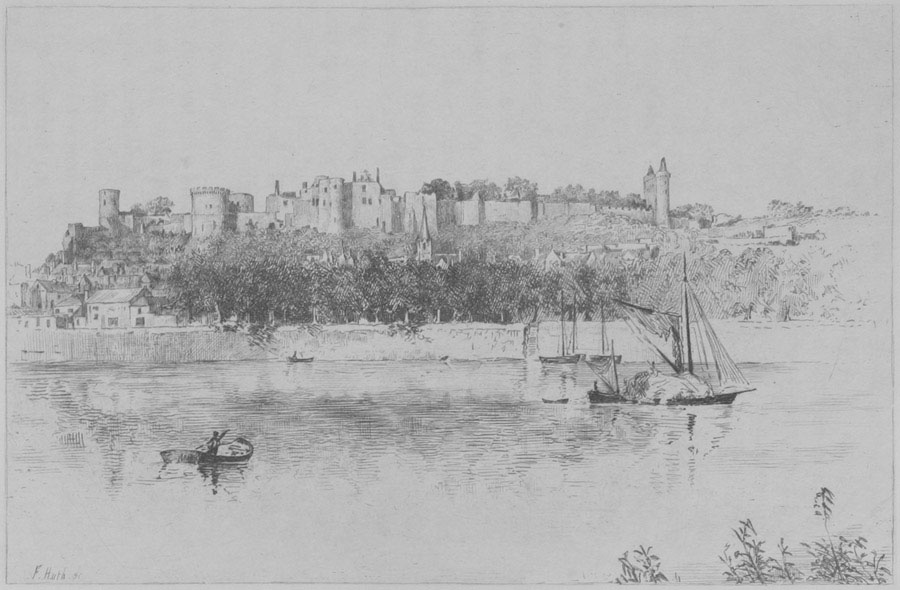
Le château de Chinon (fusain du XIXe siècle).

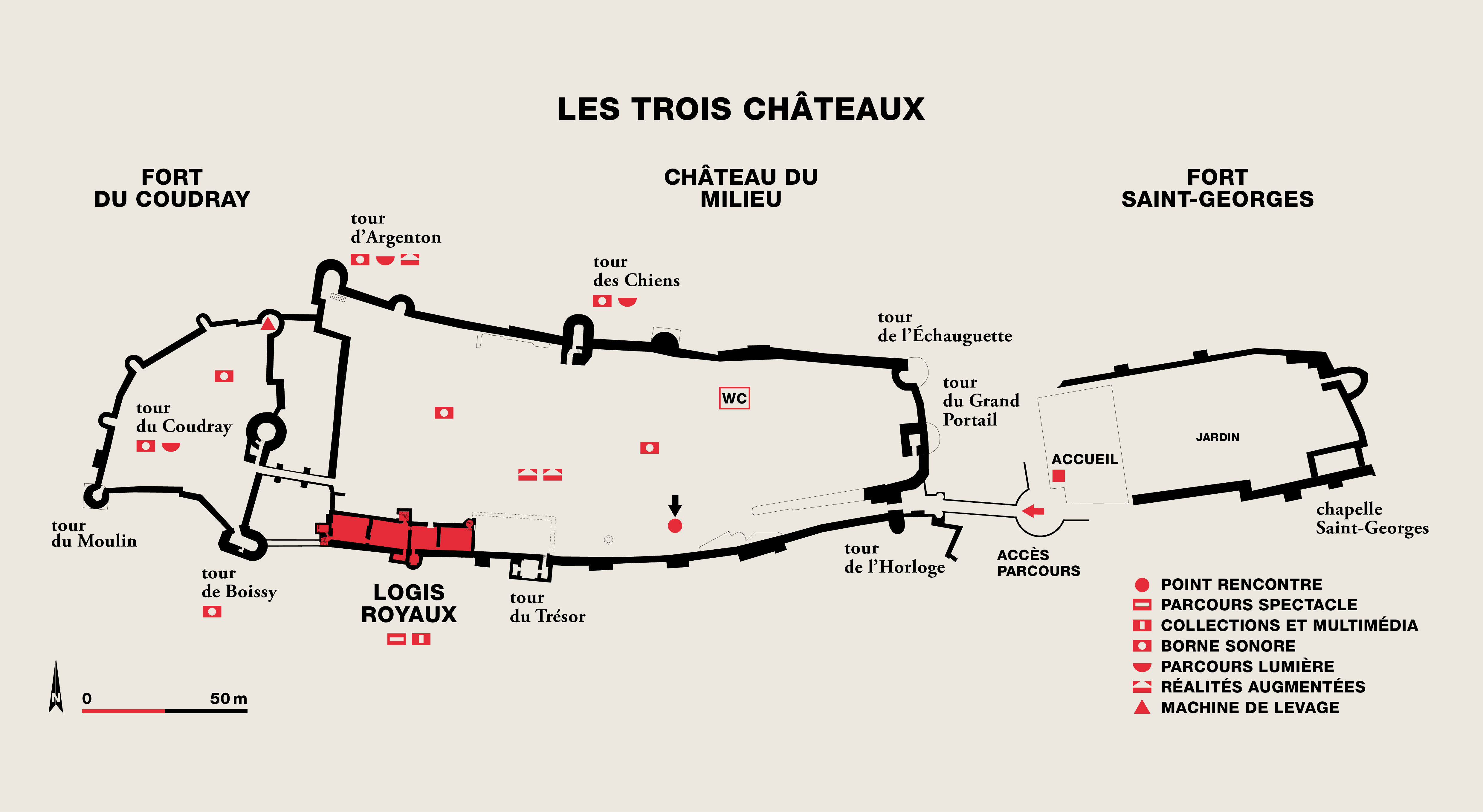
Plan de l'ensemble de la forteresse avec ses trois châteaux.

La forteresse royale de Chinon est située sur l'éperon rocheux dominant la rive droite de la Vienne et la ville. Cette position stratégique lui permet de contrôler le passage sur la rivière, qui se jette dans la Loire à quelques kilomètres de là. Cette forteresse médiévale, remarquable par ses dimensions, domine l'ensemble de la vieille ville, qui s’est développé en contrebas, sur toute sa longueur (environ 500 mètres de long sur 100 mètres de large), ses murailles suivant le contour de l'éperon rocheux.

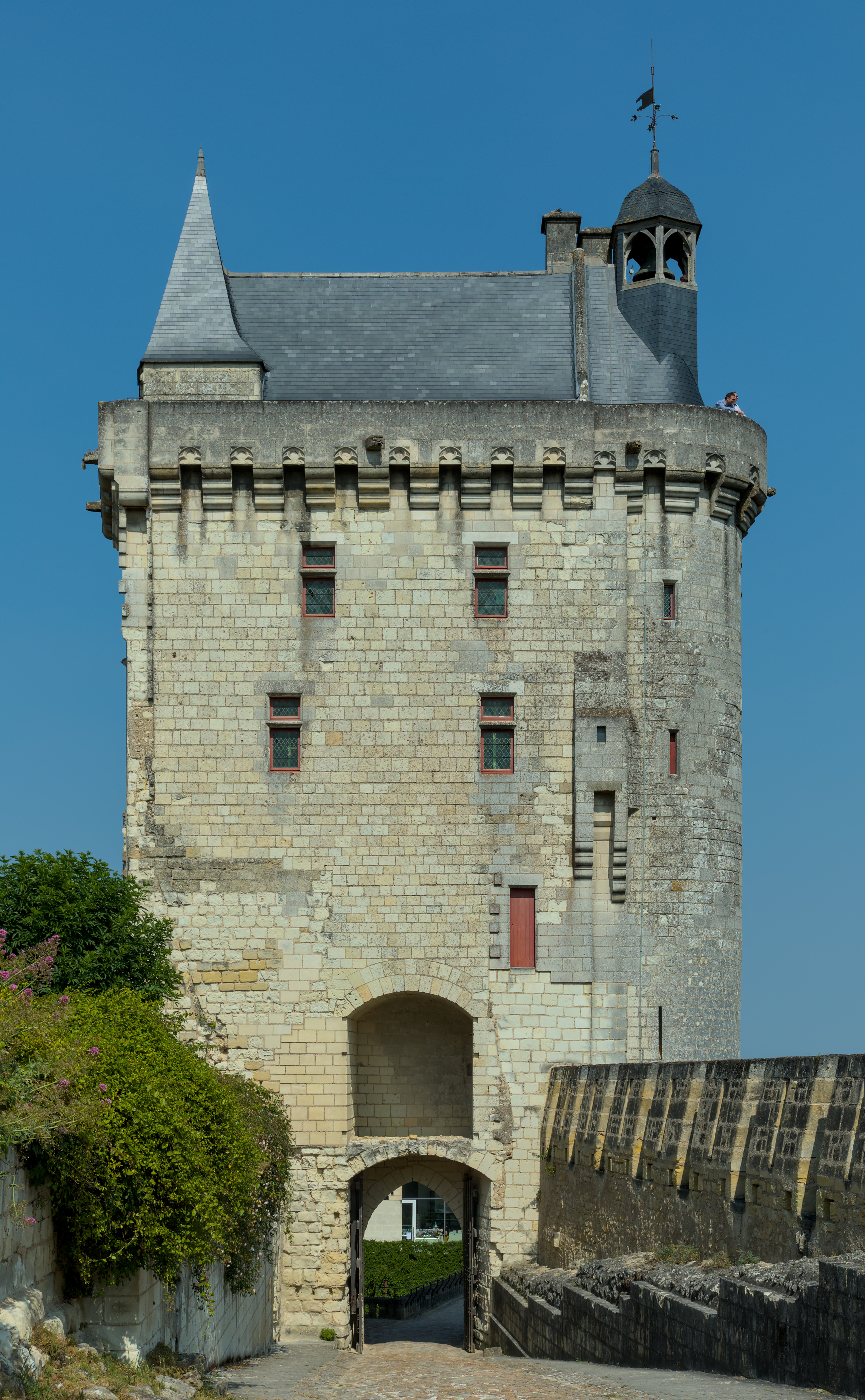
La tour de l'Horloge.

L'ensemble est divisé en trois parties distinctes, que les rois ont appelé leurs « trois châteaux », et qui figurent de manière stylisée, sous la forme de trois tours, sur les armoiries de la ville. D’ouest en est, l’éperon est barré par une série de fossés qui séparent les trois châteaux : le fort du Coudray, le château du Milieu, et le fort Saint-Georges, chacun possédant une enceinte indépendante. C’est dans le château principal, le château du Milieu, qu'étaient installés les principaux corps de logis, dont les logis royaux, ainsi que la chapelle Saint-Melaine.
L'entrée du château du Milieu, qui forme la partie centrale de l'ensemble, se fait par la tour de l’Horloge, bâtie au XIVe siècle. Une cloche la Marie-Javelle, fondue en 1399, est placée dans un lanternon sur la plate-forme. Elle sonne toutes les heures, et elle est actionnée à la main pour les grandes occasions. Vers l'est, le fossé qui sépare le château du Milieu du Fort Saint Georges était autrefois enjambé par un pont de bois aboutissant à un pont-levis. Un pont de pierre l’a remplacé.
Propriété du conseil départemental d'Indre-et-Loire, la forteresse - un temps réduite à l'état de ruine - a fait l'objet, de 2003 à 2010, d'un important programme de restauration. Le chantier a permis de restaurer 150 mètres de remparts (remparts sud du fort Saint-Georges, remparts est du château du Milieu), le donjon du Coudray, avec son escalier d’accès initial, ainsi que les logis royaux. Un bâtiment neuf, intégré au site, abrite l'accueil, la boutique, la billetterie et une salle d’exposition. Un chantier archéologique préalable aux travaux a permis d'explorer près de 4 000 m2 et de mettre au jour le palais construit par le roi Henri II Plantagenet vers 1160, ainsi que plusieurs tours et une chapelle.

#### Ville-fort
Au pied du château, la ville-fort, noyau primitif de Chinon et partie la mieux conservée de la ville, a été ceinturée de remparts au moins depuis le XIVe siècle. Elle est traversée d'est en ouest par une voie principale, la rue Votaire prolongée par la rue Haute Saint-Maurice où se succèdent maisons à pan-de-bois (maison rouge, maison bleue) ou en pierre de taille (65, rue Voltaire), bâtiments publics (Maison des États généraux, palais du Bailliage) et hôtels particuliers des XVe, XVIe (Maîtrise des Eaux et Forêts), XVIIe (Hôtel du gouverneur) et XVIIIe siècles (hôtel Torterue de Langardière. Le quartier est desservi par l'église Saint-Maurice.

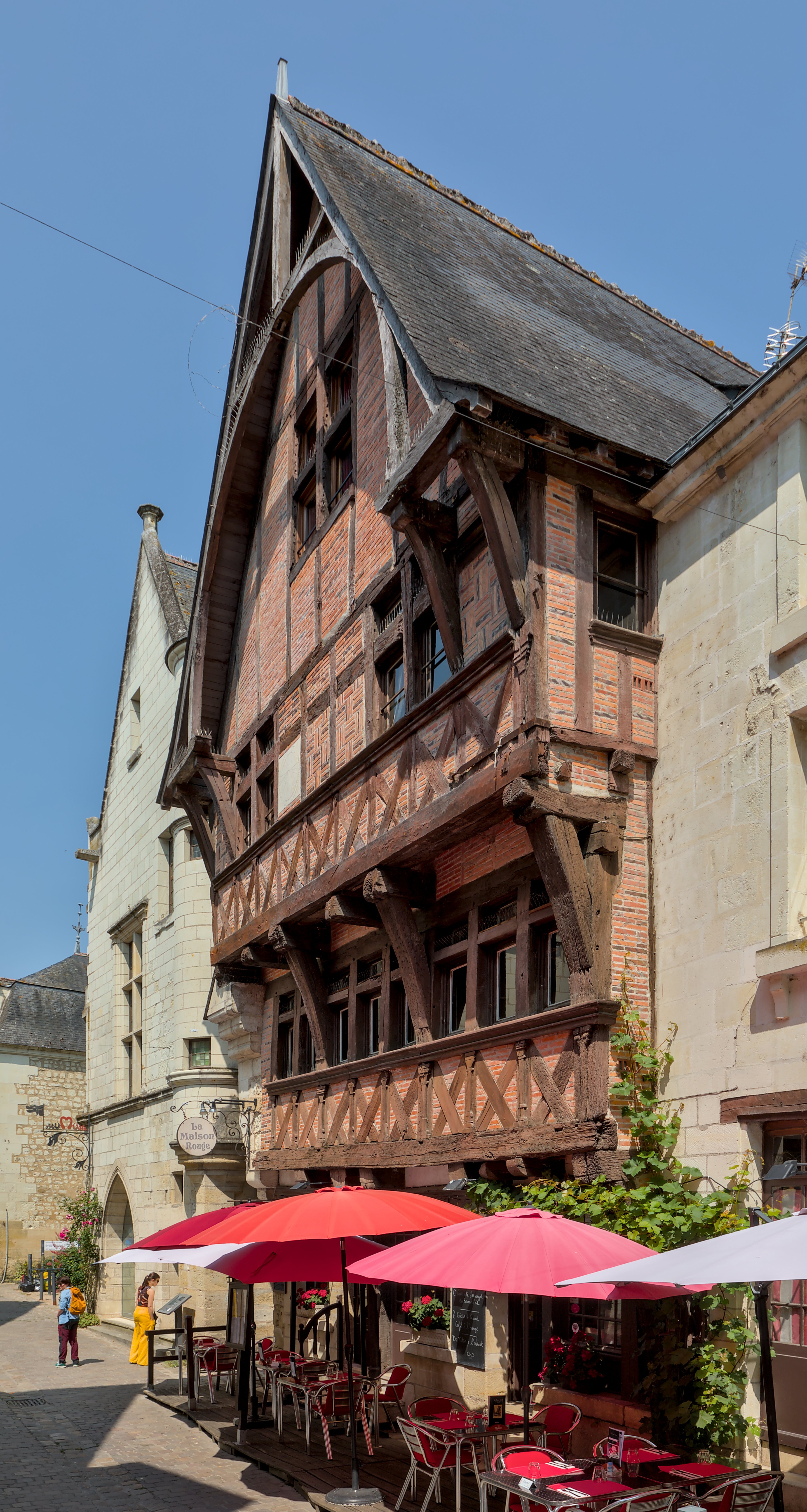
Grand carroi (carrefour) avec la maison rouge.
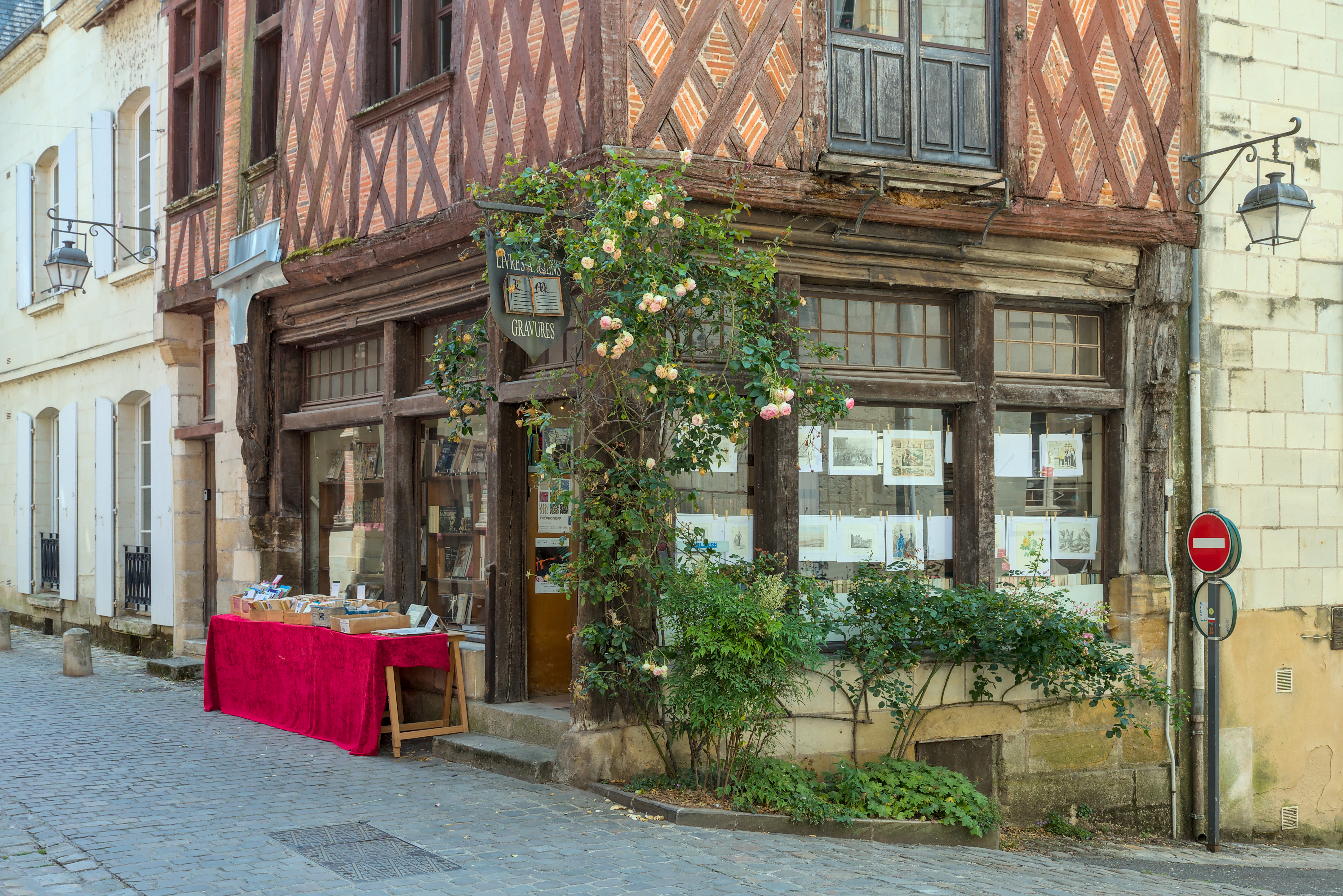
Plus rare, une maison d'angle, la maison aux Dragons engoulants.
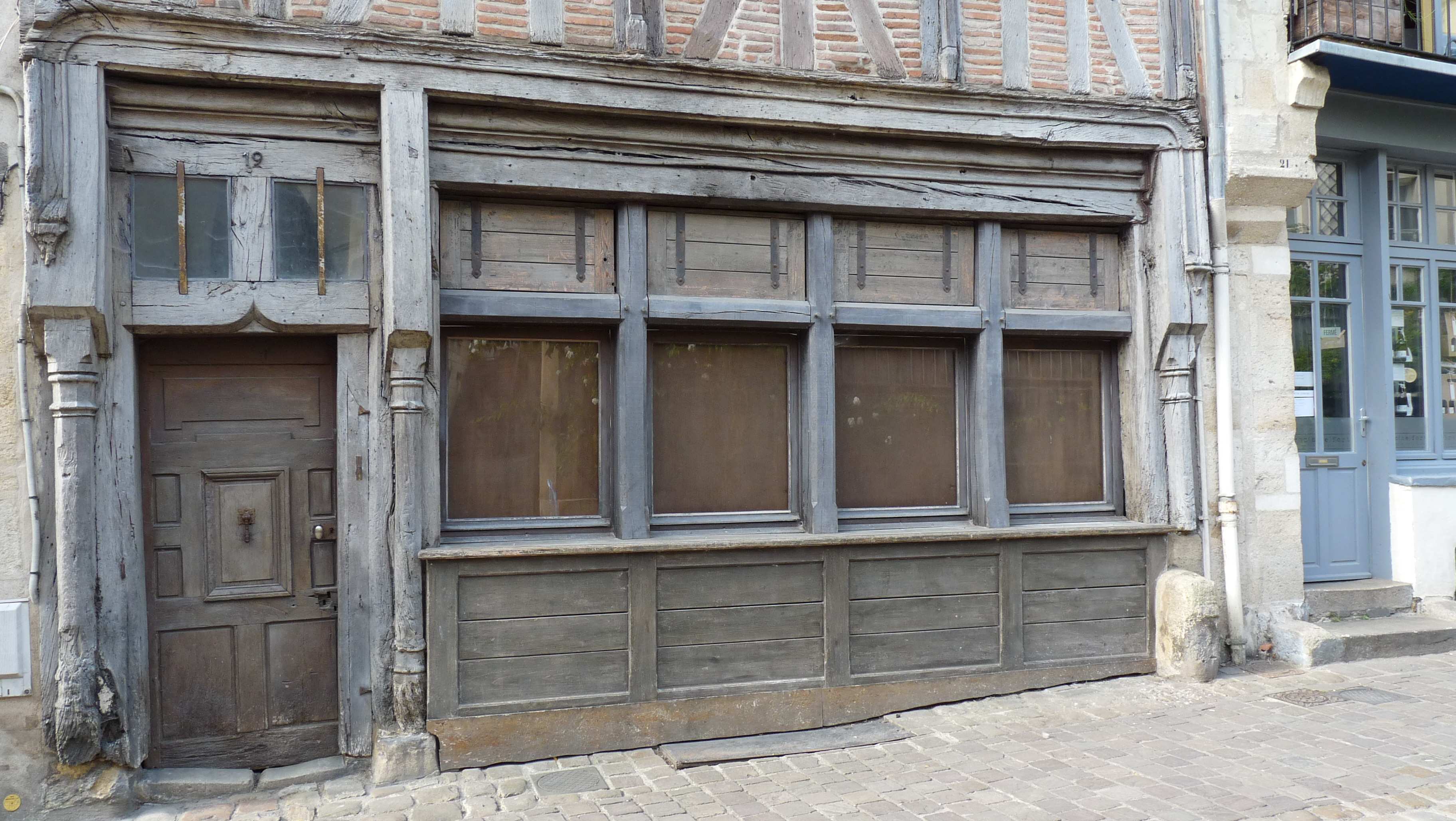
La façade de la maison, 19 rue Voltaire, a été reconstituée pour le tournage de La princesse de Montpensier.
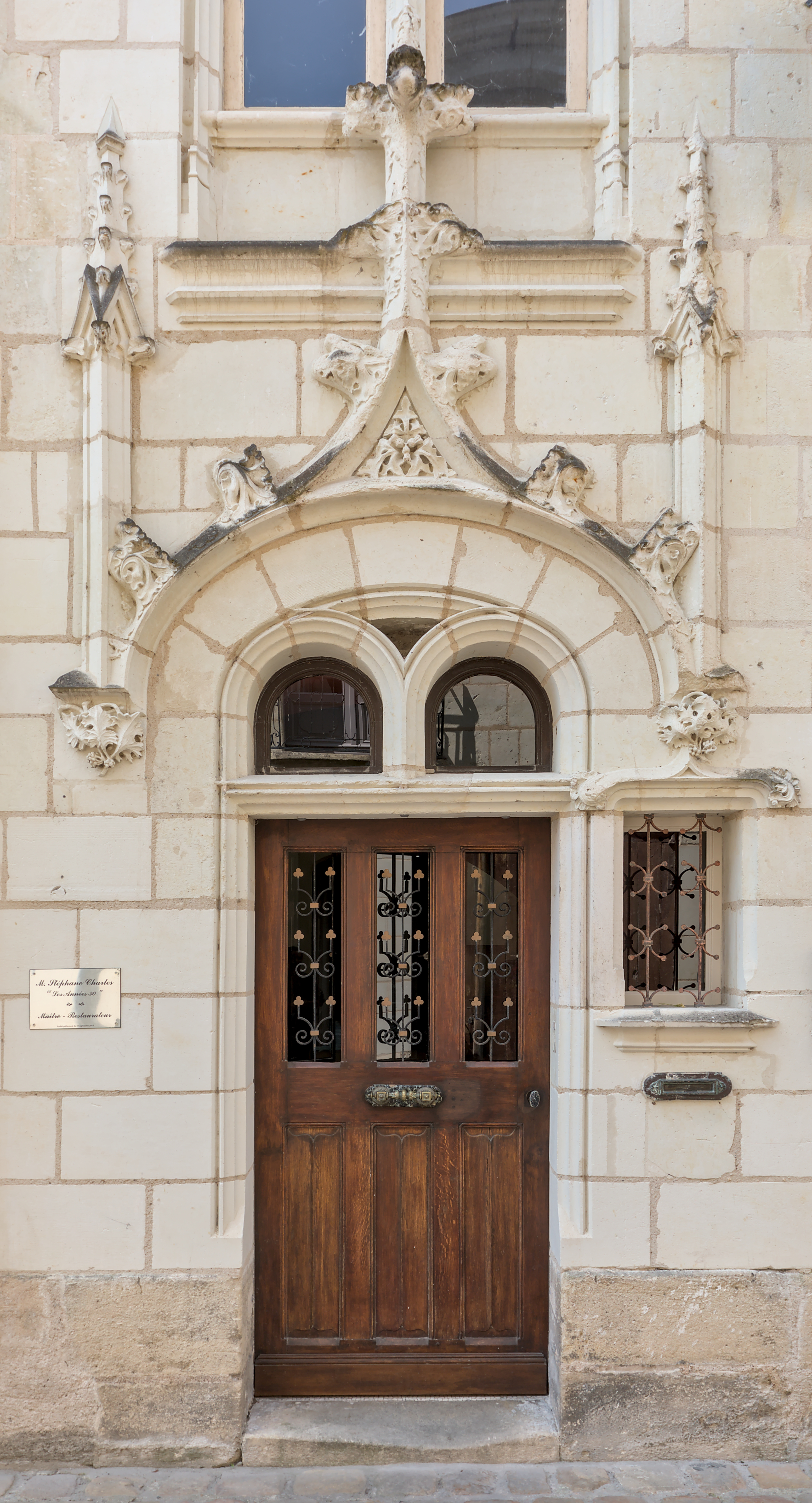
Portail du palais du Bailliage.
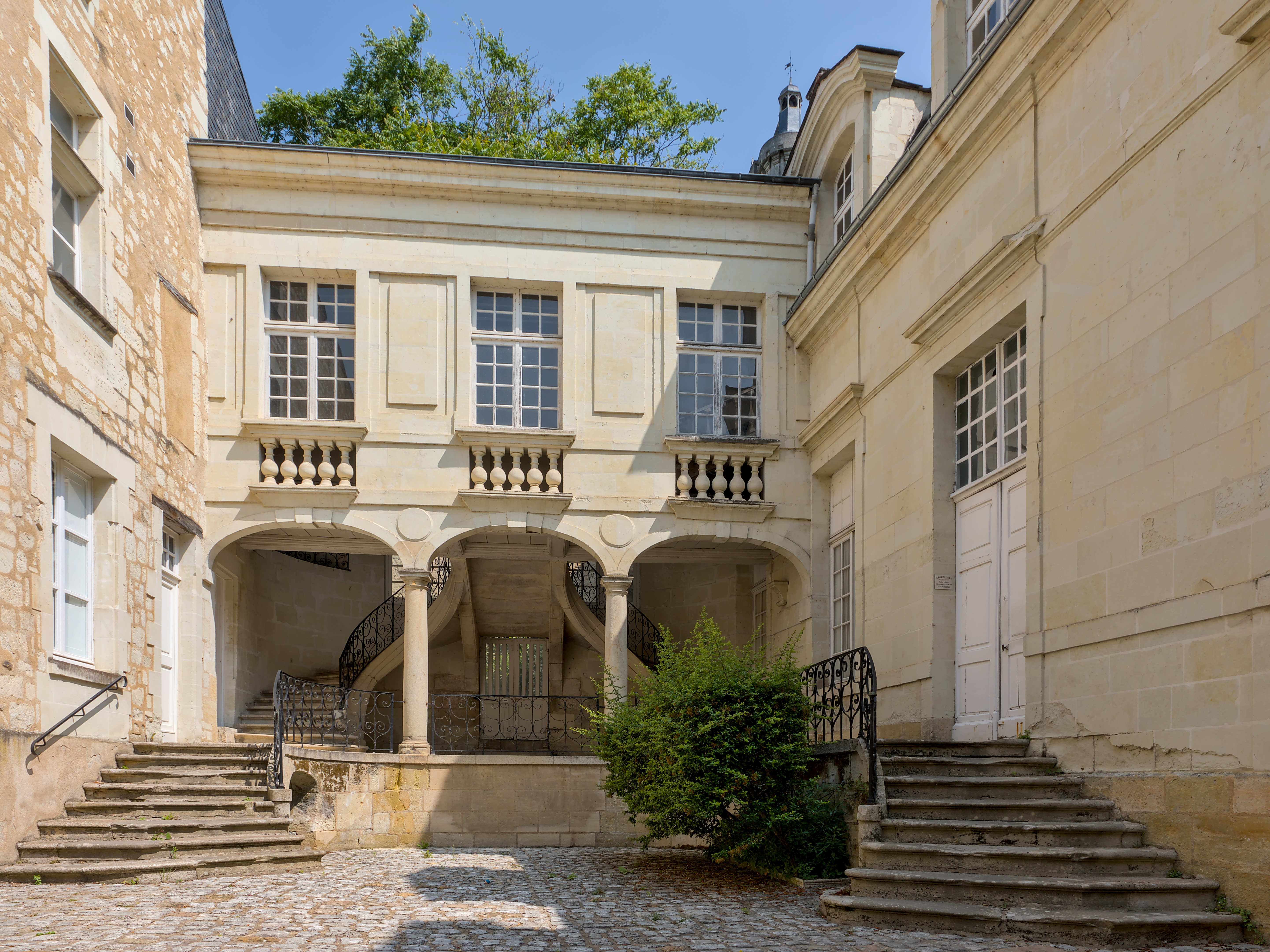
Hôtel du Gouverneur, 48 rue Haute-Saint-Maurice.

#### Caves peintes

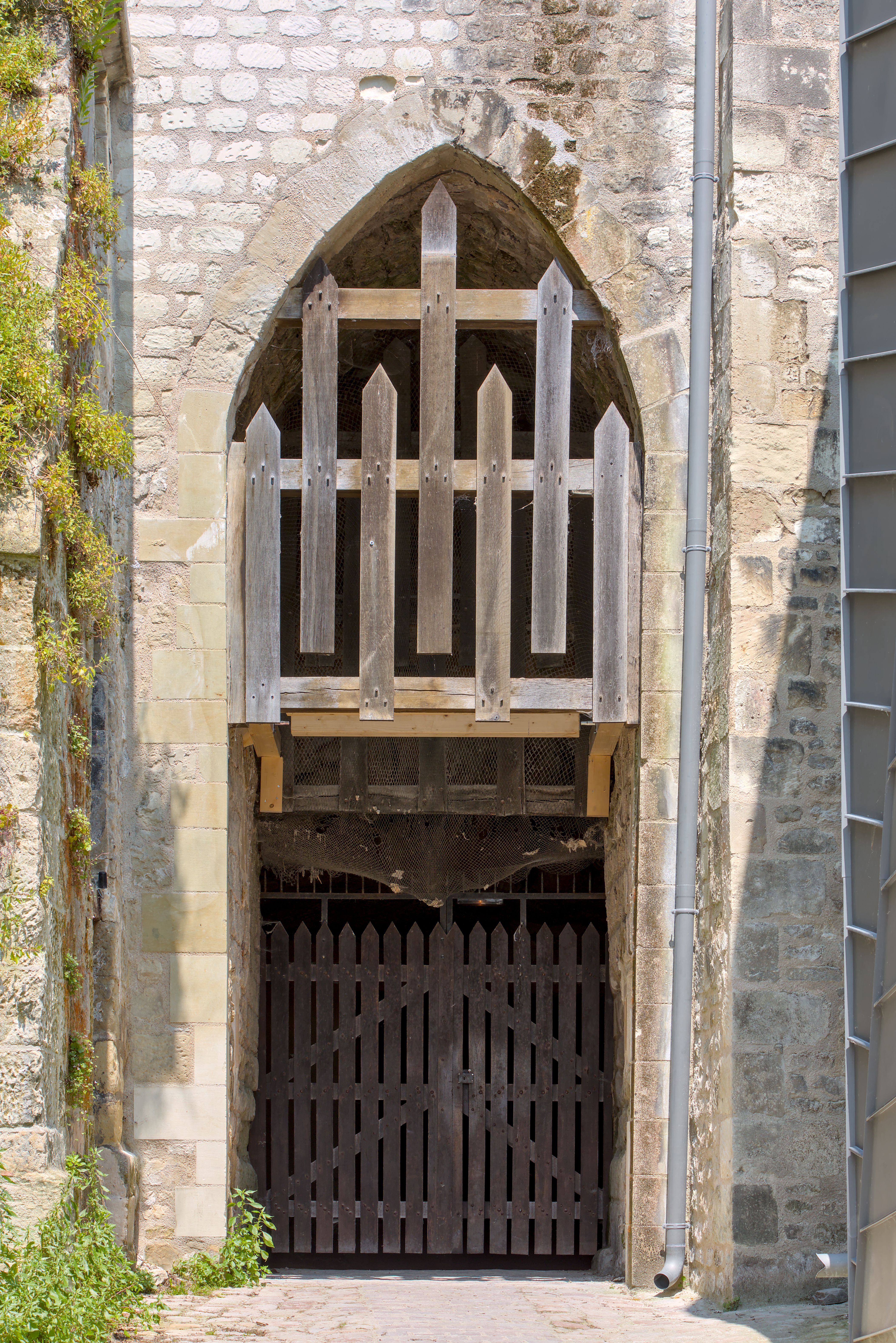
Entrée des Caves peintes.

Situées dans la ville-fort, les Caves peintes constituent une partie du vaste réseau de galeries creusé sous le coteau pour en extraire le tuffeau. Certaines sections ont été réutilisées comme caves à vin. Les immenses voûtes des Caves Painctes, citées par Rabelais dans son œuvre, abritent les chapitres de la confrérie des Bons entonneurs rabelaisiens, fondée en 1961 : chapitre de la Saint-Vincent  (janvier), chapitre de la Fleur (juin), chapitre des Vendanges (septembre) et chapitre de Diane (décembre).

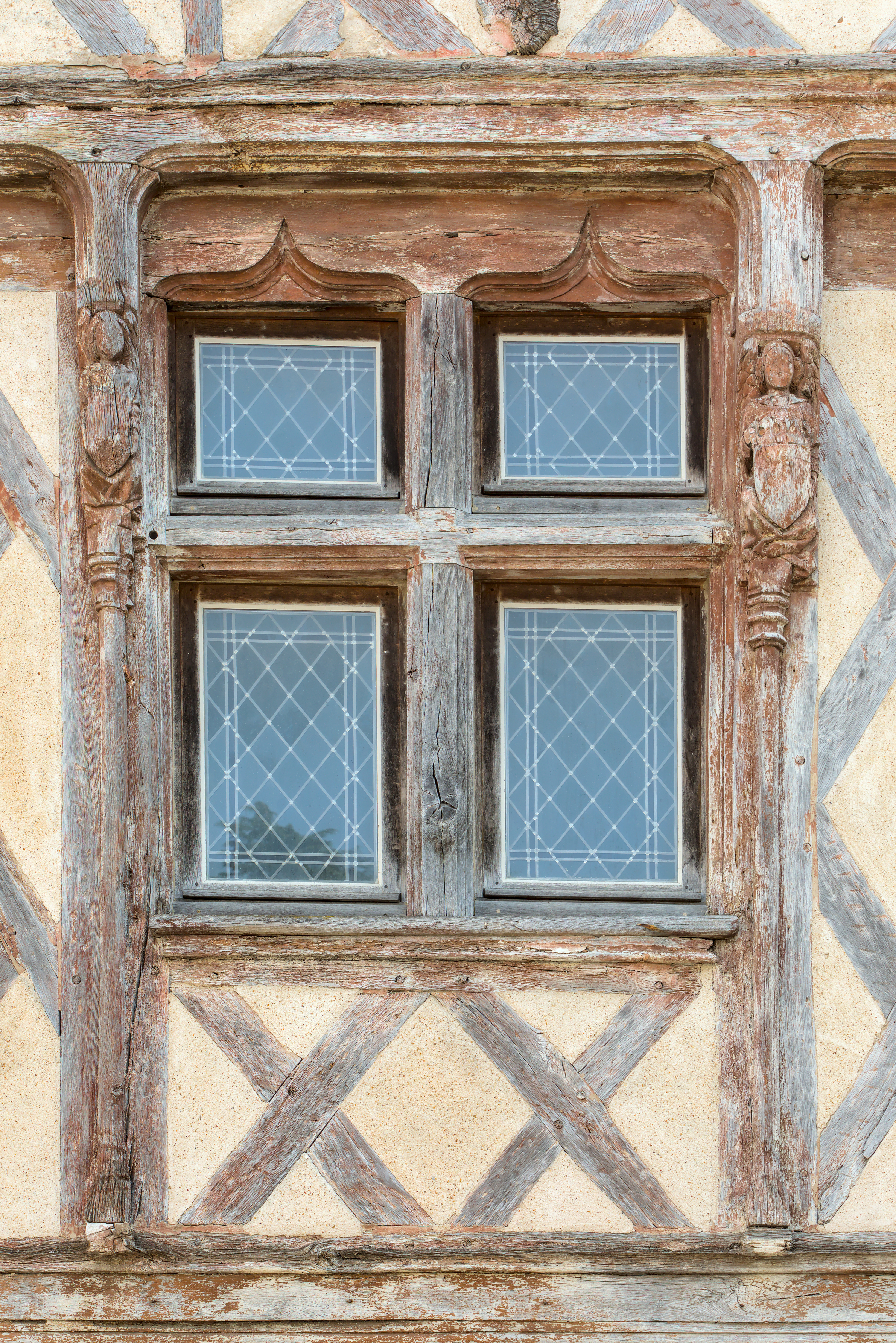
Fenêtre du 73 rue Jean-Jacques Rousseau.

#### Quartier Saint-Étienne
Dans le prolongement de la rue Haute Saint-Maurice (rue Jean-Jacques Rousseau), à l'est de la ville-fort, le quartier Saint-Étienne est un ancien faubourg fortifié au XIVe siècle, moins densément construit et modifié au XIXe siècle. Historiquement voué au commerce, ce quartier prospère conserve  de belles maisons à pans de bois, autour notamment du carrefour du Puits-des-Bans. C'est dans ce quartier que se trouvent des monuments historiques de l'époque moderne, comme l'ancien jeu de paume.

#### Quartier canonial
À l'est, regroupé autour de la collégiale Saint-Mexme, ancien centre religieux de la ville, le quartier canonial contient quelques très belles demeures de chanoines (hôtel rue Hoche, hôtel de Chavigny rue de Buffon), datant du XVe et XVIe siècles et souvent remaniées
aux XVIIe et XVIIIe siècles.

#### Faubourgs
Des faubourgs anciens encadrent le centre-ville.
Au débouché du pont médiéval, sur la rive gauche de la Vienne, le faubourg Saint-Jacques, entièrement protégé par des digues, a été édifié par les Plantagenêts pour servir de tête de pont et améliorer les liaisons vers le sud et leurs possessions du Poitou.
À l'ouest de la ville-fort, le faubourg du Vieux-Marché a abrité des couvents au XVIIe siècle. Reste aujourd'hui le couvent des Calvairiennes, réaménagé en logements. Plus à l'ouest, le long de la rivière, le coteau Saint-Louans est composé d'un village et d'habitations isolées, autour d'un prieuré fondé à l’époque mérovingienne. Le paysage est rural, composé de vignes.
À partir du XIXe siècle, la ville s'étend vers l'est, en direction de la gare, inaugurée en 1876.

#### Bâtiments à caractère religieux

##### Église Saint-Maurice
Église paroissiale de la Ville-fort, elle grandit en même temps que la ville : la partie la plus ancienne est la base du clocher, qui remonte au début du XIIe siècle. La nef et le chœur qui lui était accolés sont reconstruits à la fin du XIIe siècle en style gothique angevin, avec des voûtes d'ogives très bombées recevant une décoration élaborée. Clefs de voûte et retombées de nervure s'inscrivent dans la sculpture ligérienne du début du XIIIe siècle, dont les motifs mettent en avant la dévotion au Christ, à l'Eucharistie et la vierge. À la fin du XVe et au début du XVIe siècle, on rajoute à cette nef unique une série de chapelles formant bas-côté au sud, témoignant de la transition entre l'art gothique flamboyant et la Renaissance. Des faiblesses entrainent une large reprise de la base du clocher en 1757-58 et des travaux de renforcement de la façade nord en 1776-79. Une première sacristie du début du XVIIe siècle sera reconstruite dans un style néo-gothique en 1851. Une nouvelle extension est envisagée à partir de 1862, mais ne sera finalement pas réalisée : Un réaménagement de la place, une reprise des façades nord et ouest, un redressement de la charpente sont préférés. Par la suite on se contente alors de remettre la couleur dans l'église, avec des vitraux de l'atelier Lobin, datés de 1863 et inspirés de la cathédrale de Bourges, un parterre en granit et des peintures murales inspirées de la Sainte-Chapelle dans le chœur, signées Moreau 1864. Chapiteaux et bases sont repris en s'inspirant de ceux restés en meilleur état.

##### Église Saint-Étienne

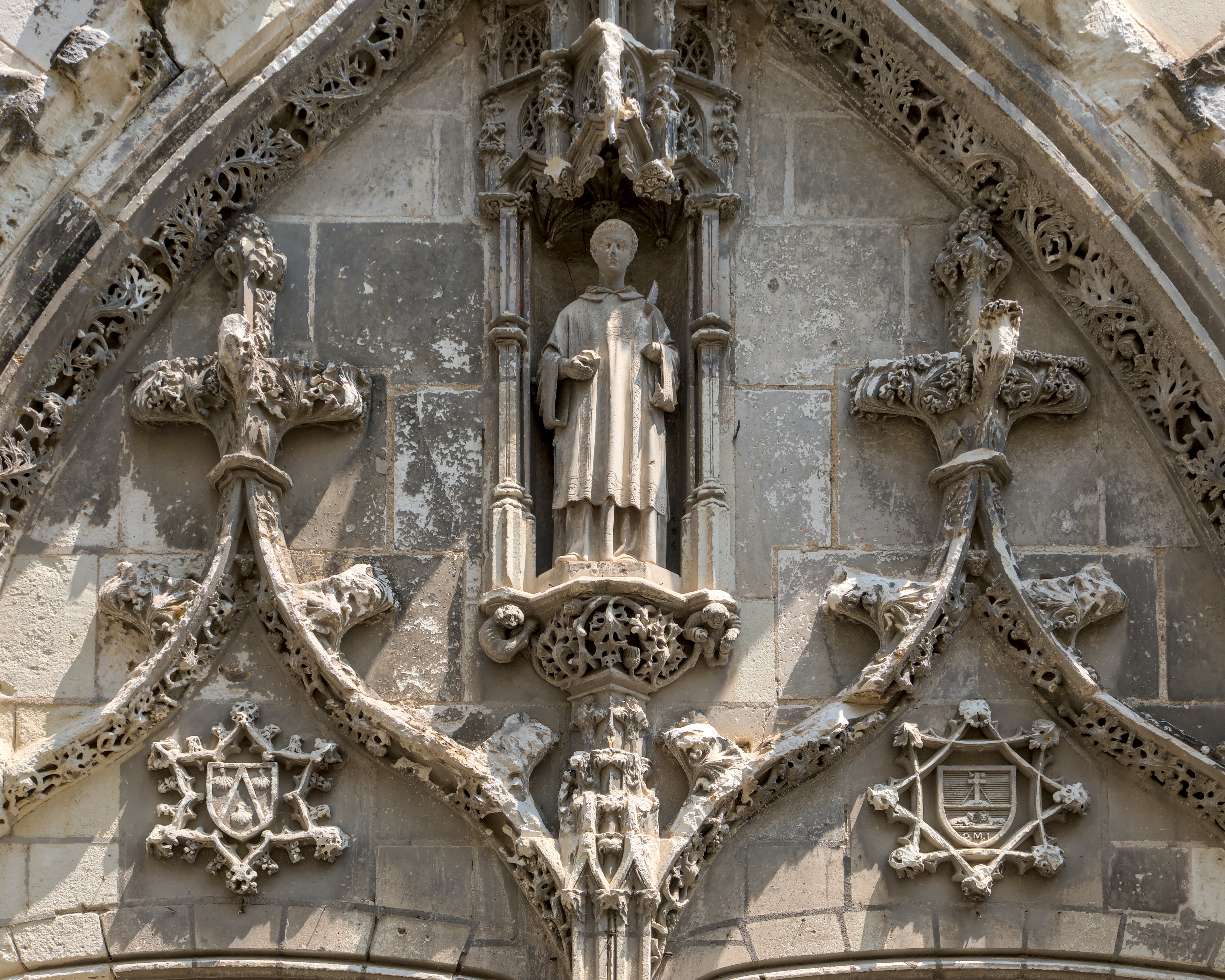
Tympan du portail de l'église Saint-Étienne.

Église paroissiale du quartier est ou faubourg Saint-Étienne, elle est entièrement reconstruite au XVe siècle sur un plan très simple : une nef unique et un chœur très lumineux éclairé par de nombreuses baies. Ces baies abritent aujourd'hui des verrières de l'atelier Lobin, notamment quatre épisodes de la vie religieuse de Chinon et des environs : la mort de saint Martin à Candes en 397, le miracle de saint Mexme à Chinon au Ve siècle, sainte Radegonde venant visiter saint Jean sur le site de la chapelle qui portera son nom, enfin la reconnaissance de Charles VII par Jeanne d'Arc en 1429.

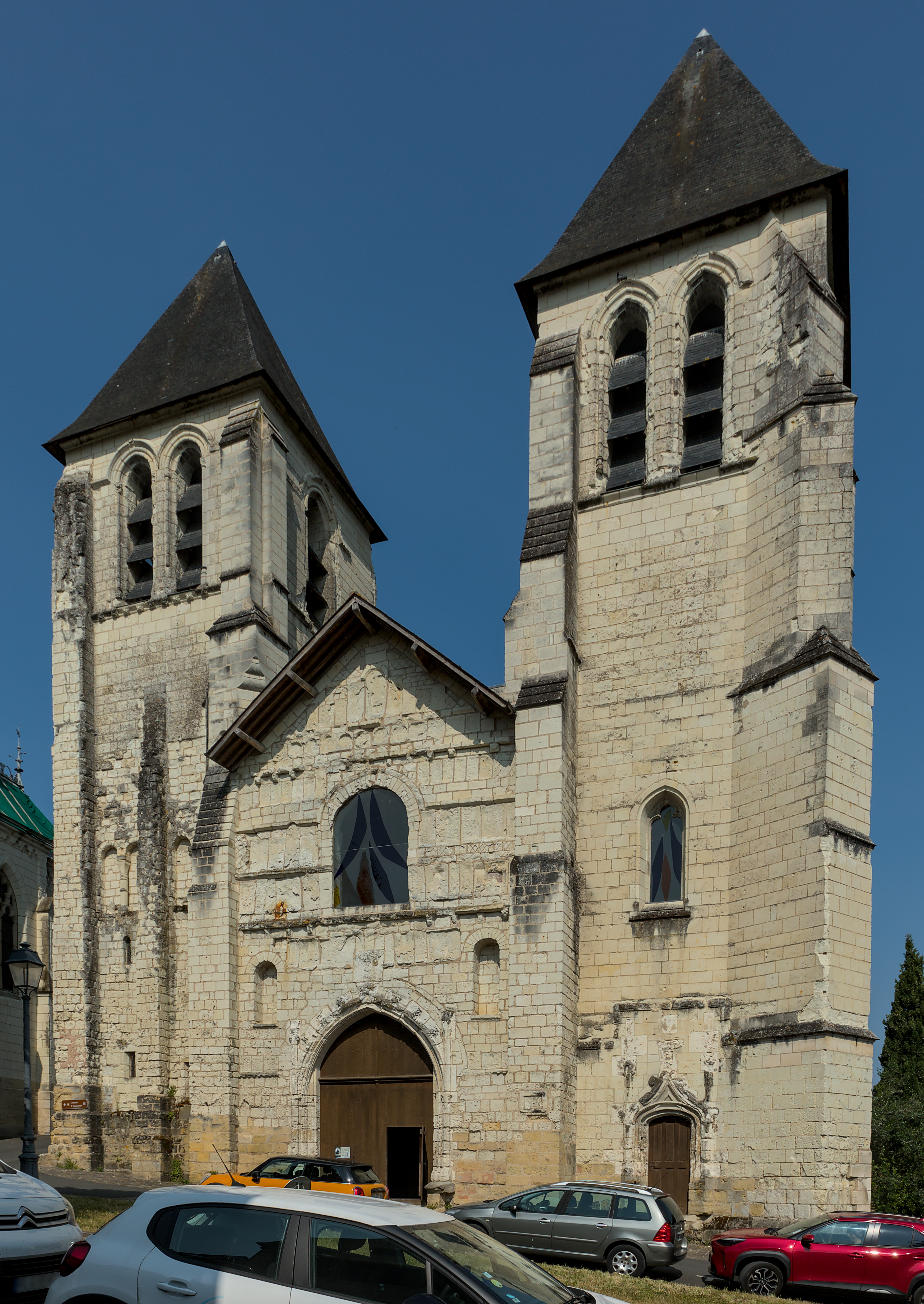
Collégiale Saint-Mexme.

##### Collégiale Saint-Mexme
Principal édifice religieux de Chinon jusqu'à la Révolution, la collégiale Saint-Mexme est aujourd'hui un centre culturel. La nef romane de l'an 1000 abrite un petit théâtre en bois. Le massif occidental de 1050 contient des peintures murales des XIIe, XIIIe et XVe siècles, un bel escalier du XVIIIe siècle et des vitraux abstraits réalisés d'après des cartons du peintre Olivier Debré. Plusieurs anciennes demeures de chanoines, construites du XVe au XVIIIe siècle, sont disposées autour de la collégiale.

##### Chapelle Sainte-Radegonde

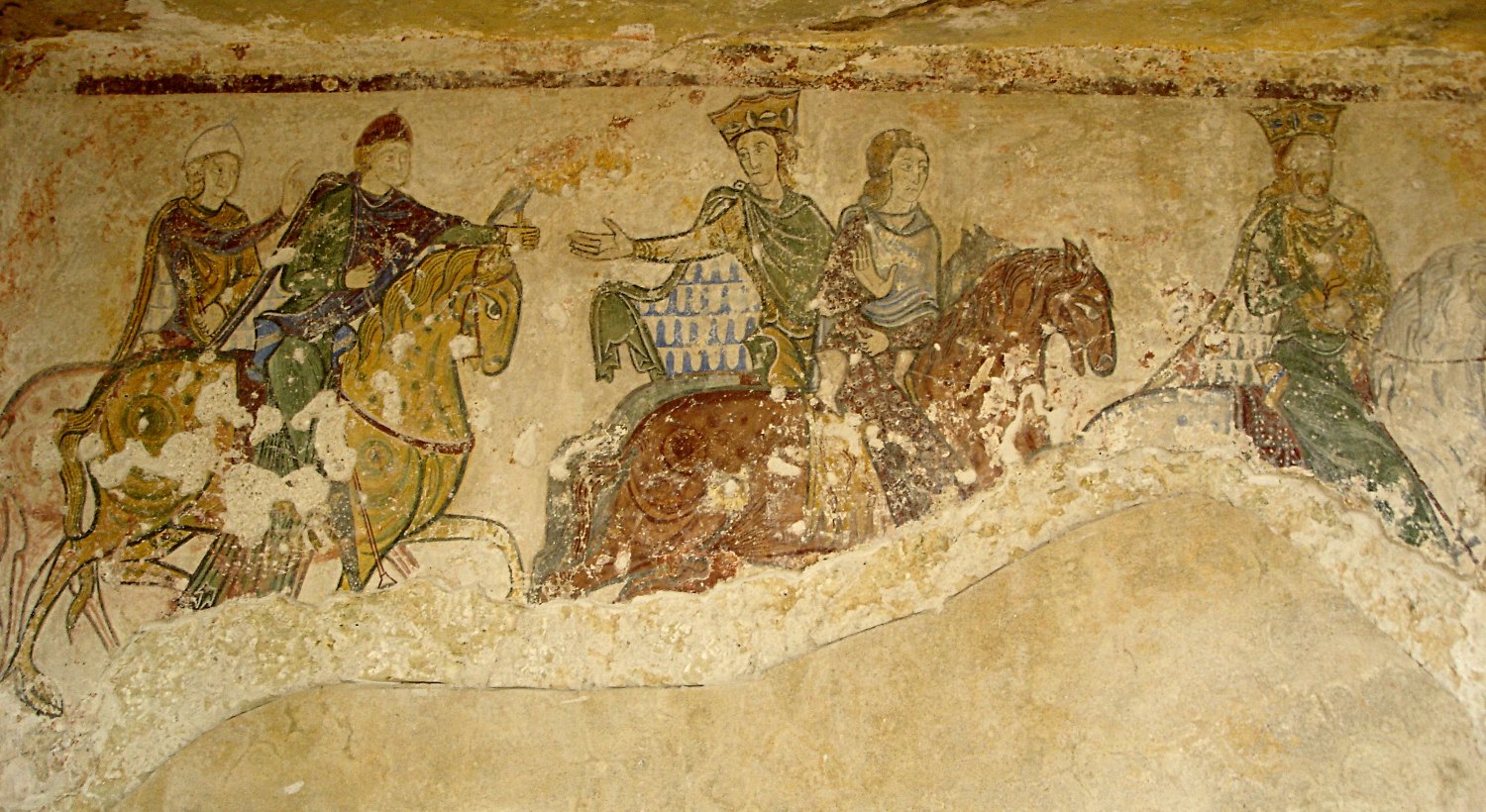
Chasse royale, peinture de la chapelle Sainte-Radegonde.

Chinon est riche en habitat troglodytique, établi sur la face sud du coteau surplombant la Vienne. Ces habitations sont sans doute les premières de Chinon. Les nombreuses « caves demeurantes » aménagées le long du coteau sont restées habitées jusqu'au milieu du XXe siècle. La chapelle Sainte-Radegonde est un ermitage du VIe siècle sur lequel a été édifiée une chapelle troglodytique occupée depuis une époque très ancienne. Ce fut sans doute un lieu de culte préchrétien, comme le laisse supposer, entre autres, le puits qui y avait été creusé. L'ensemble comporte trois caves demeurantes, ainsi que d'intéressantes galeries et salles intérieures. La chapelle contient de nombreuses peintures murales, dont une célèbre « chasse royale » du XIIe siècle qui représenterait des membres de la famille Plantagenet.

#### Musées

##### Musée animé du Vin et de la Tonnellerie
Ouvert depuis le 1er juin 1979, ce musée est l'œuvre d'un seul homme. Chinonais d'origine. Il a rassemblé durant cinq années tous les outils présentés et 2 500 heures de travail ont été nécessaires pour la réalisation des quatorze automates, grâce auxquels s'animent les ustensiles ayant servi, à la fin du siècle dernier, à la fabrication du vin : tonneau, pressoir, cuvette, égrenoir, etc.

##### Musée du Carroi

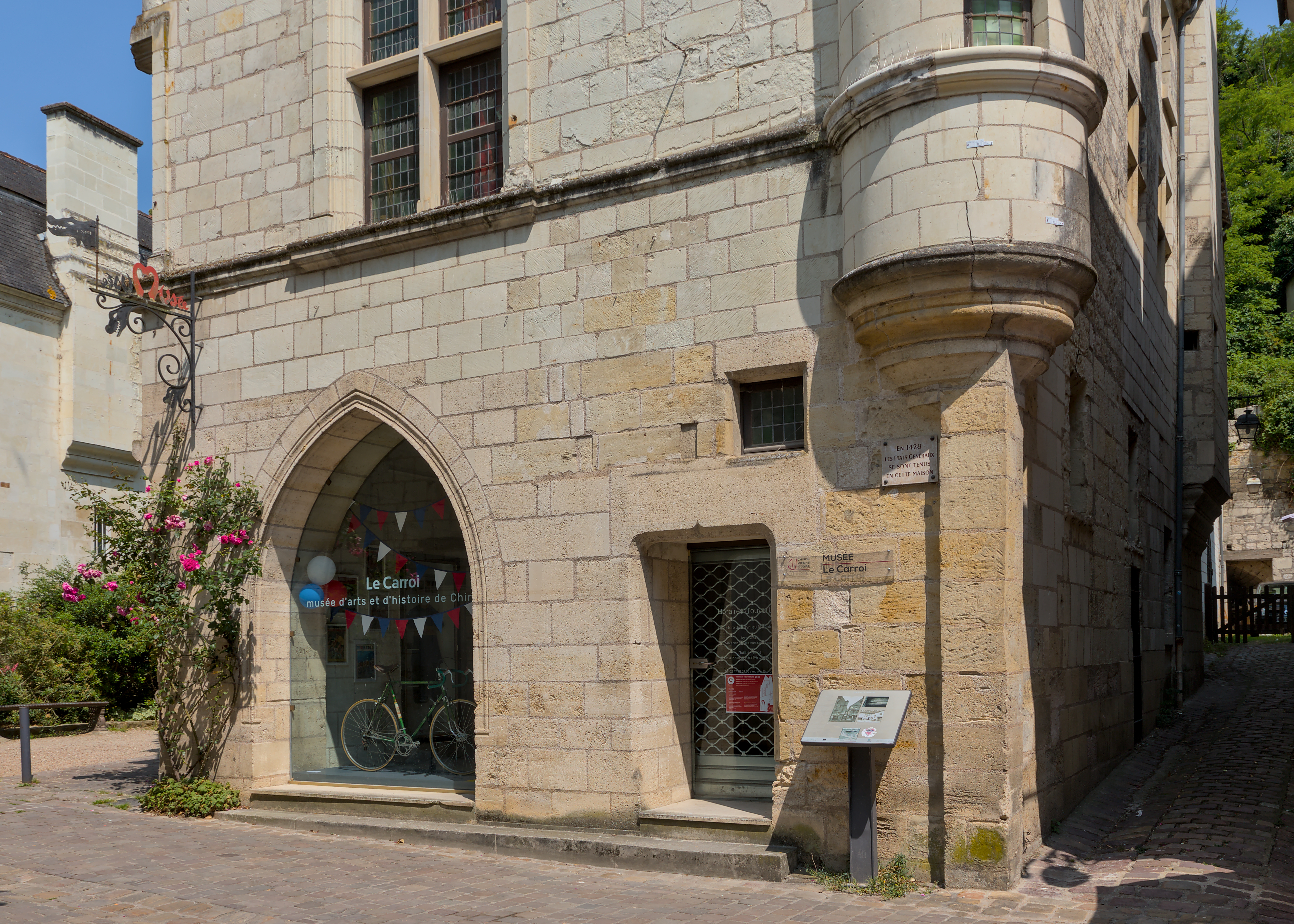
La maison des États-Généraux, qui accueille le musée du Carroi.

Au cœur de la ville historique, la maison des États-Généraux, datant des XIVe, XVe et XVIe siècles, est un des édifices les plus représentatifs de l'architecture chinonaise. C'est là que Charles VII réunit les États-Généraux en 1428, afin de les convaincre de la nécessité de lever l'argent nécessaire à la lutte contre les Anglais et les Bourguignons. Devenu une auberge au XVIIe, puis une boulangerie (de la fin du XIXe jusqu'en 1968), le bâtiment, restauré dans les années 1970, abrite le musée du Carroi, géré par la Communauté de communes Chinon Vienne et Loire. Il  offre au visiteur des collections d’œuvres d’art et d’objets illustrant l’histoire de la ville et de son pays, depuis la Préhistoire jusqu’au XIXe siècle,.
On y trouve en particulier :
- la chape dite « de Saint-Mexme », tissu hispano-mauresque du XIIe siècle, orné de guépards affrontés, enchaînés et accompagnés d'éléments évoquant la chasse. Cette œuvre a été restaurée en 1988[113] ;
- un portrait de Rabelais (2,10 m × 1,50 m), peint en 1833 par Eugène Delacroix pour la ville de Chinon, dans lequel est représentée une image à la fois traditionnelle et romantique du grand « maître François ». Ce tableau orne la salle des États-Généraux ;
- faïences de Langeais, statuaire religieuse, objets liés au compagnonnage.

##### Musée des Arts et traditions populaires
Implanté sur le coteau Sainte-Radegonde, dans des cavités troglodytes ayant servi d'habitat et de lieu de travail, ce musée présente une collection d'objets anciens ayant trait à la vie quotidienne et aux anciens métiers exercés sur le coteau ou dans les environs. Une pièce d'habitation troglodyte a été reconstituée avec tout son mobilier et ses objets familiers.

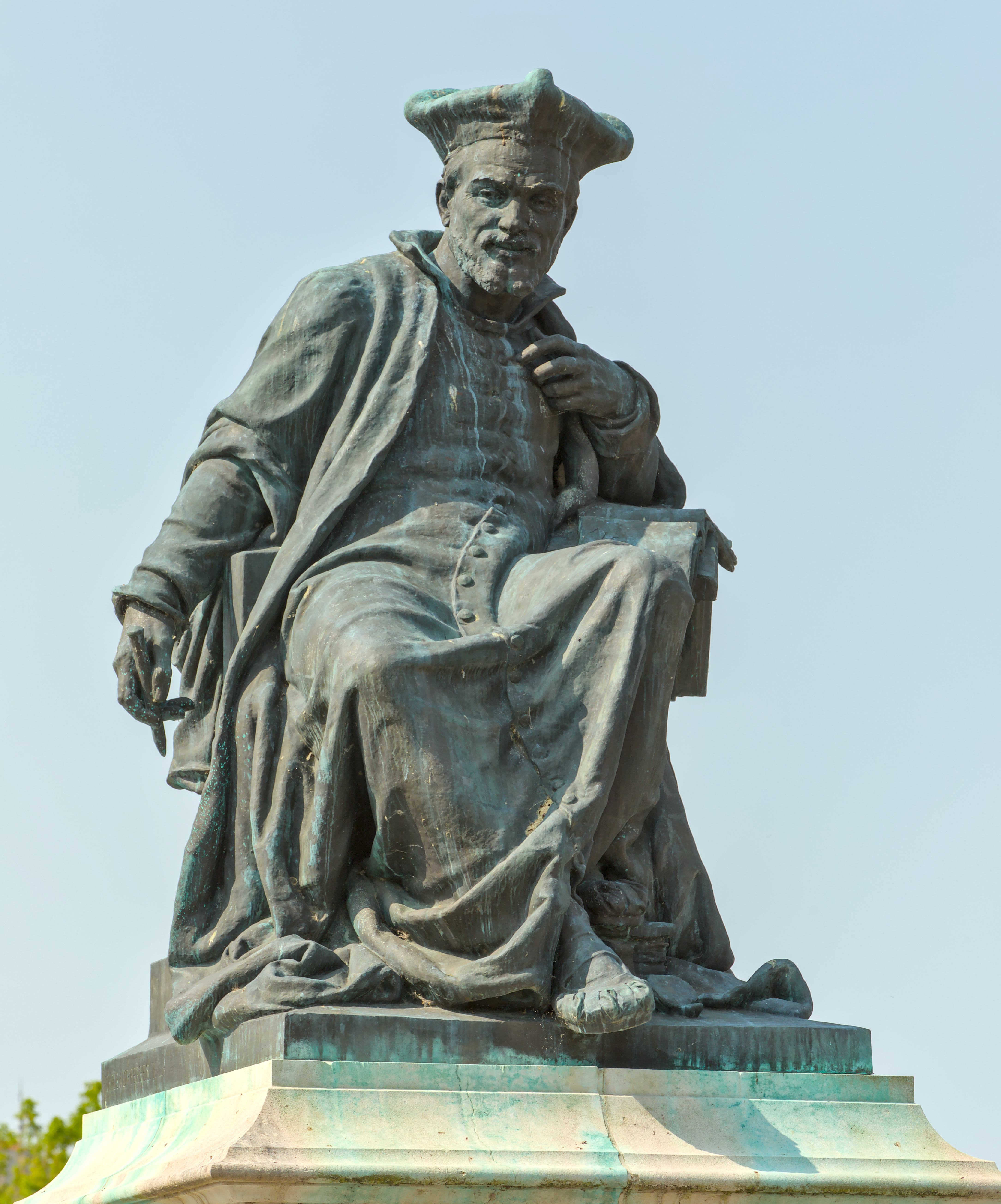
Statue de Rabelais à Chinon.

#### Statuaire publique

##### Statue de Rabelais
Inaugurée en 1882 au débouché de la place du général de Gaulle, la statue de Rabelais par Émile Hébert représente l'enfant du pays assis, en habit de médecin, tenant une plume à la main. Les bas-reliefs du socle rappellent ses différentes activités : une dissection, Gargantua et des devises rappelant son apport à l'humanisme.
À la fermeture du parc Mirapolis, la ville se montre intéressée à récupérer la statue de 35 mètres de Gargantua avant de se raviser au vu de la somme à débourser pour son démontage, son cheminement à destination et sa reconstruction,.

##### Statue équestre de Jeanne d’Arc

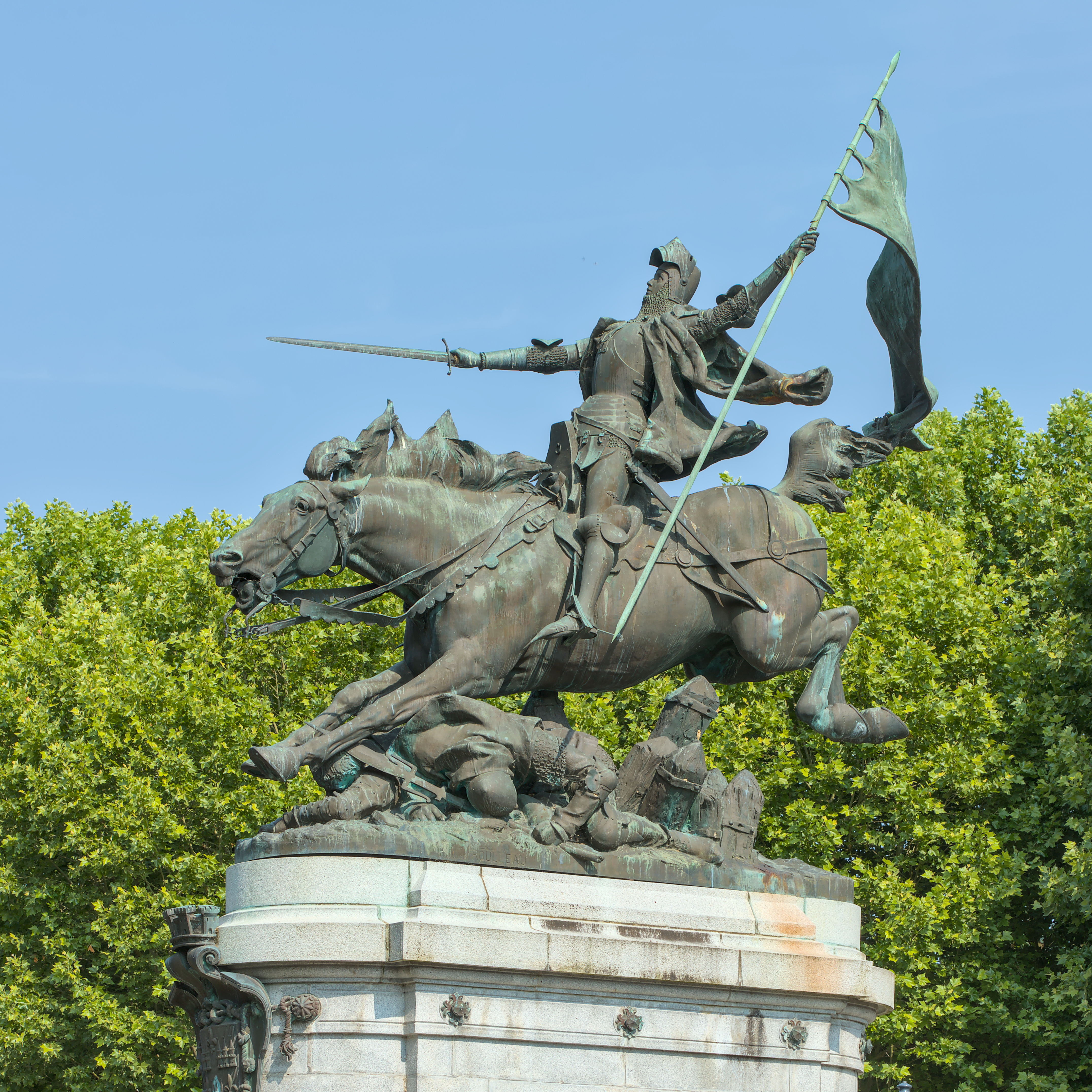
Statue de Jeanne d’Arc à Chinon.

La statue équestre de Jeanne d’Arc, œuvre du sculpteur Jules Roulleau, a été inaugurée le 13 août 1893 par l'amiral Henri Rieunier (1833-1918), alors ministre de la Marine. Ce groupe équestre de bronze, haut de sept mètres et pesant 7 tonnes, fondu par les frères Thiebaut en région parisienne, avait été exposé à Paris pour les fêtes du 14 juillet 1893. Malgré toutes les tentatives il avait été impossible de l’expédier par le rail, et de forts percherons, attachés à une solide voiture, en avaient assuré le transport jusqu'à son emplacement actuel, l'actuelle place Jeanne d'Arc. La Pucelle est représentée en selle, tenant de la main droite son épée et de la gauche brandissant son étendard. Son cheval passe sur les corps de deux soldats anglais allongés à terre. L'inspiration du sculpteur pourrait venir d'un tableau antérieur peint par Raymond Balze, dont la composition est très proche, faisant lui-même référence à la prophétie de Merlin citée par Christine de Pisan : « Une vierge viendra dont le cheval foulera le dos des archers ».

##### Sacré-Cœur de Chinon
Cette statue perchée sur le coteau fut érigée sur un site privé, à la suite d'un vœu émis à Saint-Étienne, en avril 1940, par l’archiprêtre Marie-Joseph Vivien, pour implorer la protection divine pendant la Seconde Guerre mondiale. Terminée et bénie en juin 1941, la statue, qui rappelle par sa pose le Christ du Corcovado, est l'œuvre du sculpteur Paule Richon. Elle a été exécutée en ciment projeté à la truelle sur une armature métallique et modelée sur place.

### Personnalités liées à la commune
- Jeanne d'Arc.
- Jacqueline Aubry (1935-2016), témoin des apparitions mariales de L'Île-Bouchard.
- Jean-Louis Adam-Deschamps (1754-1825), député d'Indre-et-Loire en 1791-1792.
- Claude Bailly (1755-1830), ouvrier sellier, auteur du Mémorial d'un habitant de Chinon (1789 à 1830).
- James Bond, personnage fictif. D'après le roman de John Pearson James Bond: The Authorized Biography of 007 (en), une biographie fictive consacrée à l'agent 007, celui-ci aurait passé une partie de son enfance, dans les années 1930, avec ses parents dans la ville de Chinon[117].
- Jacques Pierre Bouchet (1749-1792), homme politique, député du tiers état aux États généraux de 1789.
- Éric Brunet, journaliste né à Chinon auteur, en 2015, d'une rubrique polémique sur le coût des politiques de coopération de la ville[118].
- Cb, sculpteur sur disque vinyle[119].
- Charles VII.
- Yves Dauge, député puis sénateur d’Indre-et-Loire.
- René Gaultier de Varennes (1636-1689), né à Chinon, seigneur et gouverneur des Trois-Rivières en Nouvelle-France.
- Jean-Pierre Georges, poète.
- Jean-Philippe Grand, pilote automobile français.
- Jean-Baptiste Jahan, né à Chinon en 1752, homme politique.
- Daniel Jamet, musicien.
- Léon Joubert (1814-1885), député d'Indre-et-Loire.
- Léon Joubert (1845-1901), fils du précédent et lui aussi député d'Indre-et-Loire.
- Louis Henri François de Marcé (1731-1794), général des armées de la Royauté et de la République, y est né.
- Raymond Mauny, historien.
- Francis Métivier, philosophe.
- Muriel Moreno, chanteuse du groupe Niagara.
- François Morellet, créateur de sculptures comme l’œuvre lumineuse sur la gare de Chinon.
- Claude Quillet, poète.
- François Rabelais, né à La Devinière (Seuilly).
- Le duc de Richelieu.
- Henri Rieunier, amiral, ministre de la marine, membre de l'Assemblée nationale.
- Tallien, révolutionnaire et journaliste français y habita
- Fortuné Viau (1812-v.1889), peintre.
- Vicomte Albert Révérend (1844-1911), né à Chinon. Généalogiste distingué, auteur, notamment, d'un Armorial du Premier Empire.

### Devise et héraldique
Chinon est surnommée « la fleur du jardin de la France », ledit jardin étant la Touraine. La ville a adopté la devise : « Petite ville, grand renom » (depuis le XVe siècle). Certains l'allongent en « Chinon, Chinon, Chinon, petite ville, grand renom. Plus de cheminées que de maisons. ».
| Blason de Chinon | Les armes de Chinon se blasonnent ainsi : De gueules à trois châteaux à trois tours d'or accompagnés de trois fleurs de lis du même mal ordonnées. Les trois tours symbolisent la forteresse et ses trois composantes : le fort du Coudray, le château du Milieu et le fort Saint-Georges. |

### Films et téléfilms tournés à Chinon
- 1988 : L’Escargot noir, de Claude Chabrol (série : Les Dossiers secrets de l'inspecteur Lavardin) ;
- 2010 : La princesse de Montpensier, de Bertrand Tavernier ;
- 2014 : Qu'est-ce qu'on a fait au Bon Dieu ?, de Philippe de Chauveron (l'histoire se déroule à Chinon et trois plans y ont été tournés) ;
- 2019 : Qu'est-ce qu'on a encore fait au Bon Dieu ?, de Philippe de Chauveron (suite de Qu'est-ce qu'on a fait au Bon Dieu ?).